# 斑龍屬
斑龙（学名：Megalosaurus，取自希腊语／「巨大的」及／「蜥蜴」）又称巨龙或巨齿龙，是英国南部大型肉食性兽脚类恐龙已灭绝的一属，生存於1.66亿年前的中侏罗世巴通阶。雖然曾有大量來自世界各地的化石被歸類至這個屬，但目前被確認屬於斑龍的化石都來自英國南部牛津郡的中侏羅統地層。
斑龙命名于1824年，是非鸟类恐龙的第一个有效属，而模式种巴氏斑龙（Megalosaurus bucklandii）直到1827年才正式命名。截至1842年，斑龙是归类于理查德·欧文建立的恐龙总目的三个属之一。在欧文的指导下，一个斑龙模型在水晶宫建立，大大增加了公众对史前爬行动物的兴趣。后来，超过50个其它种被归入该属，最初原因是因为当时恐龙并不为人所知，但即使是在20世纪许多恐龙被发现之后仍有此类情况出现。今天，人们了解到这些额外物种与巴氏斑龙没有直接亲缘关系，后者是该属唯一的有效种。由于从未发现完整斑龙骨骼，所以关于其解剖构造仍有很多不清楚的地方。
第一批研究斑龙的博物学家误认为它是一种20（66英尺）长的巨型蜥蜴。1842年，欧文得出斑龙直立时身高不超过9（30英尺）这一结论。不过，他仍以为该属是四足动物。现代科学家通过将斑龙与其在斑龙科的直系近亲进行比较，能够获得更准确的外观。斑龙长约6（20英尺）、重约700（1,500磅）。它是两足动物，用粗壮的后肢行走，水平的躯干由一条同样水平的尾巴所平衡。前肢很短，但非常强壮。它有一个相当大的头部，双颚长有长而弯曲的牙齿。总而言之，斑龙是种健壮且肌肉发达的动物。
斑龙存在期间，欧洲尚为特提斯洋上的一串群岛，斑龙则栖息于伦敦-布拉班特山块形成的岛上，在其生态系统中扮演着顶级掠食者的角色，并与鲸龙等大型蜥脚类恐龙共存。

## 研究历史

### 1766年之前的发现

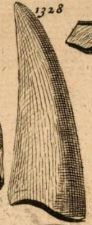
疑似斑龙牙齿的OU 1328标本

1699年，爱德华·劳埃德描述了一件他认为是鱼类牙齿（称为Plectronites）的化石，并将其画在蜥脚类Rutellum impicatum正模标本（牙齿）插图旁边。该化石后来被视为箭石外壳。现代研究认为，该标本很可能是斑龙未知物种的牙冠。
OU 1328于17世纪期间收集于牛津郡威特尼附近，并成为继1677年“Scrotum humanum”及1699年“Rutellum impicatum”后第三个被绘制复原图的恐龙化石。

### “Scrotum humanum”

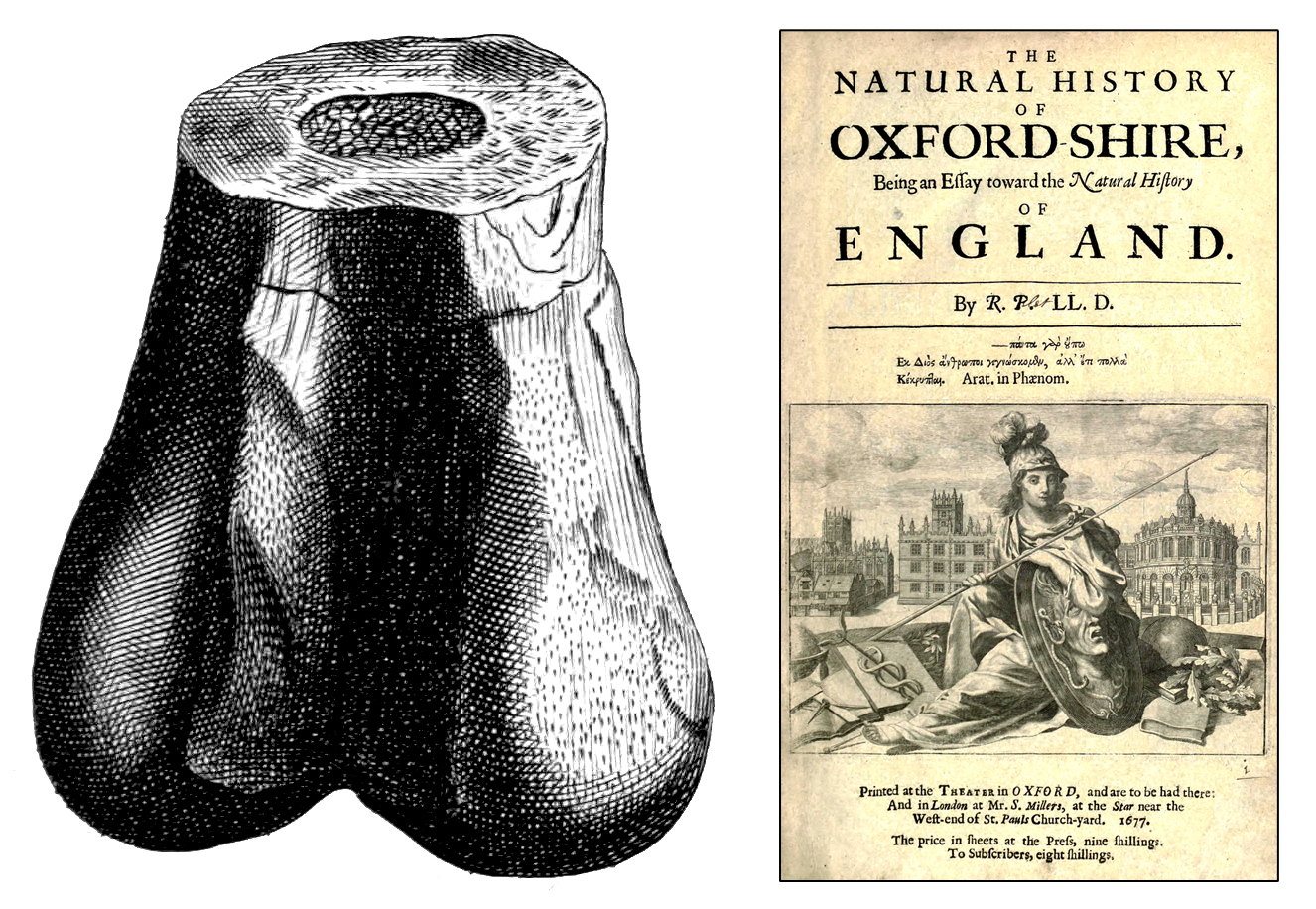
罗伯特·普洛特的《牛津自然史》封面，1677年版（右）。其制作的股骨下段插图被标名为“Scrotum humanum”（左）

斑龙可能是除现代鸟类外科学文献中描述的第一种恐龙。该属最早的疑似化石来自坦顿石灰岩组，是在一截发现于17世纪的股骨下段。它最初被罗伯特·普洛特描述为一头罗马战象的腿骨，之后被认为是圣经中巨人的骨骸。1676年，牛津郡斯通斯菲尔德石灰石采石场的坦顿石灰岩组中出土了一块骨头。托马斯·彭尼森爵士（Sir Thomas Pennyson）将碎片交给牛津大学化学教授兼阿什莫林博物館首任馆长罗伯特·普洛特，后者于1676年的《牛津自然史》中发表一篇描述并附上插图。此图也是他发表的第一篇恐龙骨骼插图。普洛特将该骨骼正确鉴别大型动物腿骨或股骨下部，并认识到它因尺寸过大而不可能属于任何生活在英国的已知物种。因此，他一开始断定它是一头罗马战象的腿骨，后来又认为它是巨人的腿骨，正如《圣经》中提及的那样。这根骨头后来遗失了，但插图足够详细，一些人认定它是最早的斑龙化石。
也有人认为，这些疑似斑龙的骨骼被赋予了史上首个适用于已灭绝恐龙的种名。1763年，理查德·布鲁克斯在一本书中再次使用普洛特的插图，并在标题中称之为“Scrotum humanum”（可译作“人睾龙”），显然是将其外观与人类睾丸相比较。1970年，古生物学家兰伯特·贝弗利·霍尔斯特德指出，Scrotum humanum与现代种名，即一个由两部分组成的所谓“林奈式双名”的相似性并不是巧合。现代分类学的奠基人林奈在十八世纪不仅设计了一个生物命名系统，还设计了地质学分类系统，而布鲁克斯的书则是关于将后一系统应用于英国发现的“奇怪的石头”。霍尔斯特德称，布鲁克斯因此故意使用二名法，事实上已指出一个新属可能的正模标本。根据国际动物命名法规，Scrotum humanum的命名原则上优先于斑龙，因为其发表时间早于后者。布鲁克斯明白，这块石头实际上并不是一对石化的睾丸，但这一点无关紧要。仅根据此名未在后期文献中被使用这一事实，就可将其从优先权的竞争中淘汰，因为ICZN规定，若一个学名自1899年后不被认为有效就会成为遗失名――一个无效的“被遗忘的名称”。
1993年霍尔斯特德死后，他的朋友威廉·A·S·萨连特（William A.S. Sarjeant）向国际动物命名委员会 提交请愿书，建议正式禁止使用Scrotum这一名称，并让正式学名“斑龙”取而代之。他写道，为确保其优先地位，应将所谓的次异名巴氏斑龙（Megalosaurus bucklandii）改为一个保留名称。然而，当时该委员会的执行秘书菲力皮·K·塔布斯（Philip K. Tubbs）认为该请愿书不可受理，他得出结论说，仅作为插图标签而发表的“Scrotum humanum”一词并不构成新名称的有效创设，且没有任何证据表明该词的创造者是有意这样做的。此外插图中的骨骼过于破碎，不能确认属于斑龙而非同时期的另一种兽脚类。

### 巴克兰的研究

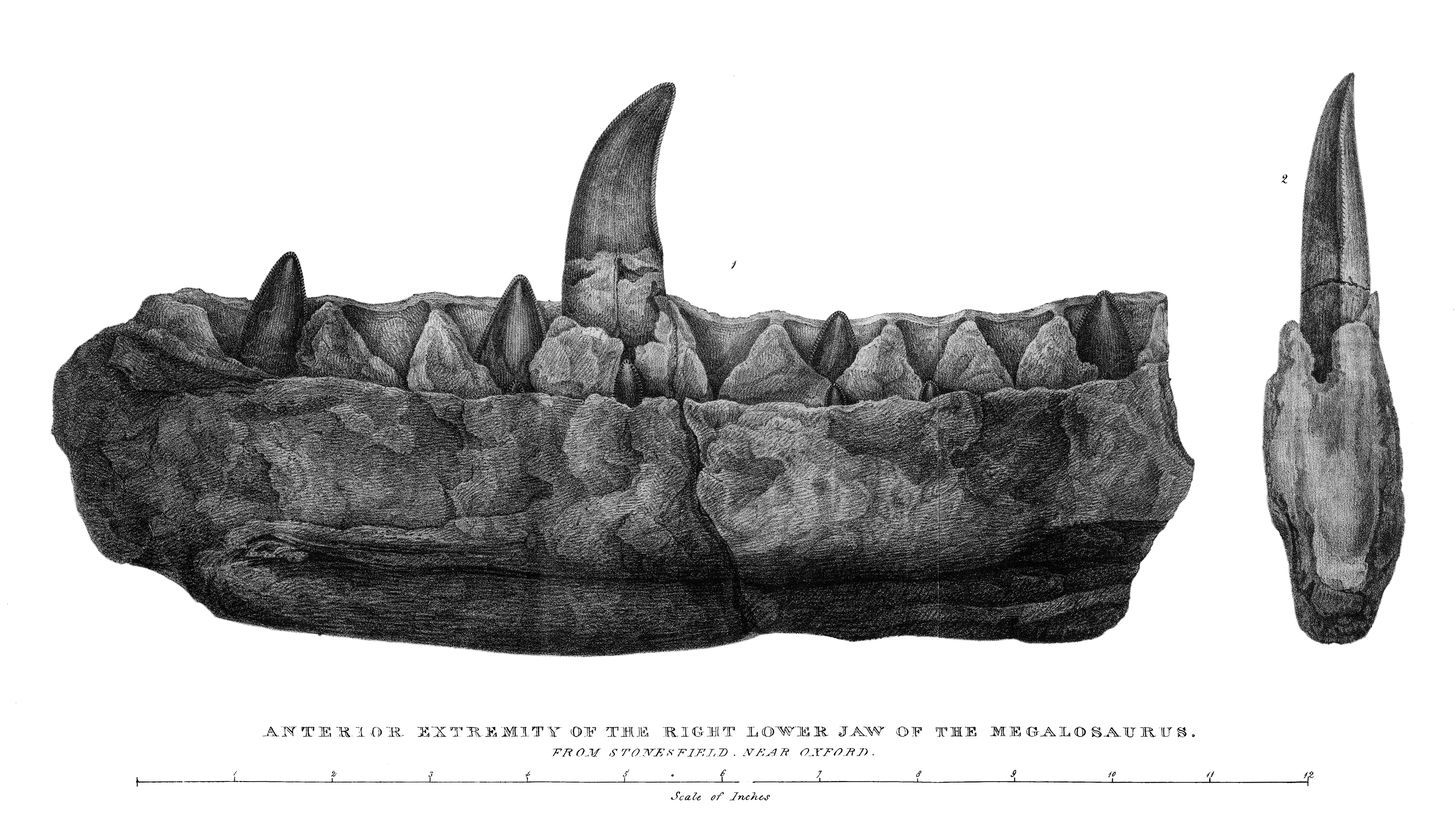
威廉·巴克兰《斯通斯菲尔德斑龙或巨型化石蜥蜴的记录》的1824年石版印刷。标题为“牛津附近斯通斯菲尔德的斑龙右下颌骨前段”。

十八世纪末，英国收藏的化石数量迅速增加。科学史学家罗伯特·威廉·西奥多·冈瑟1925年猜测其中含有部分斑龙下颌骨。其于17世纪90年代初在斯通斯菲尔德板岩地下40英尺（12）处发现，后于1797年10月被克里斯托弗·佩吉以10先令6便士的价格购得，并加入牛津大学基督教会学院解剖学学院的收藏品中。
十九世纪早期有了更多的发现。1815年，约翰·基德再次于斯通斯菲尔德采石场发现巨型爬行类骨骼。这些岩层现被视为坦顿石灰岩组的一部分，时间可追溯至侏罗纪的巴通阶中期。这些骨骼由牛津大学地质学教授、基督教会学院牧师威廉·巴克兰所获。据冈瑟称，他还研究了下颌骨化石。巴克兰不知道这些骨头属于哪种动物，但在1818年拿破仑战争后，法国比较解剖学家乔治·居维叶访问了居住在牛津的巴克兰，并意识到它们是一种类似蜥蜴的巨型生物。巴克兰和他的朋友威廉·科尼比尔进一步研究这些遗骸，后者于1821年将其描述为“巨型蜥蜴”。1822年，巴克兰和科尼比尔在一篇收录进居维叶《骨骼》一书的联合文章中试图为当时已知的两种蜥蜴形巨型生物提供科学名称：马斯特里赫特附近发现的遗骸被命名为沧龙（当时被当成陆生动物），英国化石则由科尼比尔取名为斑龙。是年该书未能出版，但医生詹姆斯·帕金森早在1822年就公布了斑龙的名称，他对其中一颗牙齿进行描述，并揭示这种生物有40英尺长、8英尺高。人们普遍认为，1822年的名字仍是一个裸名。在居维叶的催促下，巴克兰于1823年期间继续致力于这一课题，并让其后来的妻子玛丽·莫兰提供骨骼图纸，这些图纸成为后来石版印刷的基础。最后，科尼比尔于1824年2月20日在伦敦地质学会的同一次会议上描述了一件非常完整的蛇颈龙标本，巴克兰也正式宣布斑龙这一名称。1824年《地质学会学报》上对这些骨骼的描述构成了该学名的有效出版。从此斑龙成为第一种正式命名的非鸟类恐龙。1808年，居维叶对其中首具残骸进行科学描述，命名为美扭椎龙。

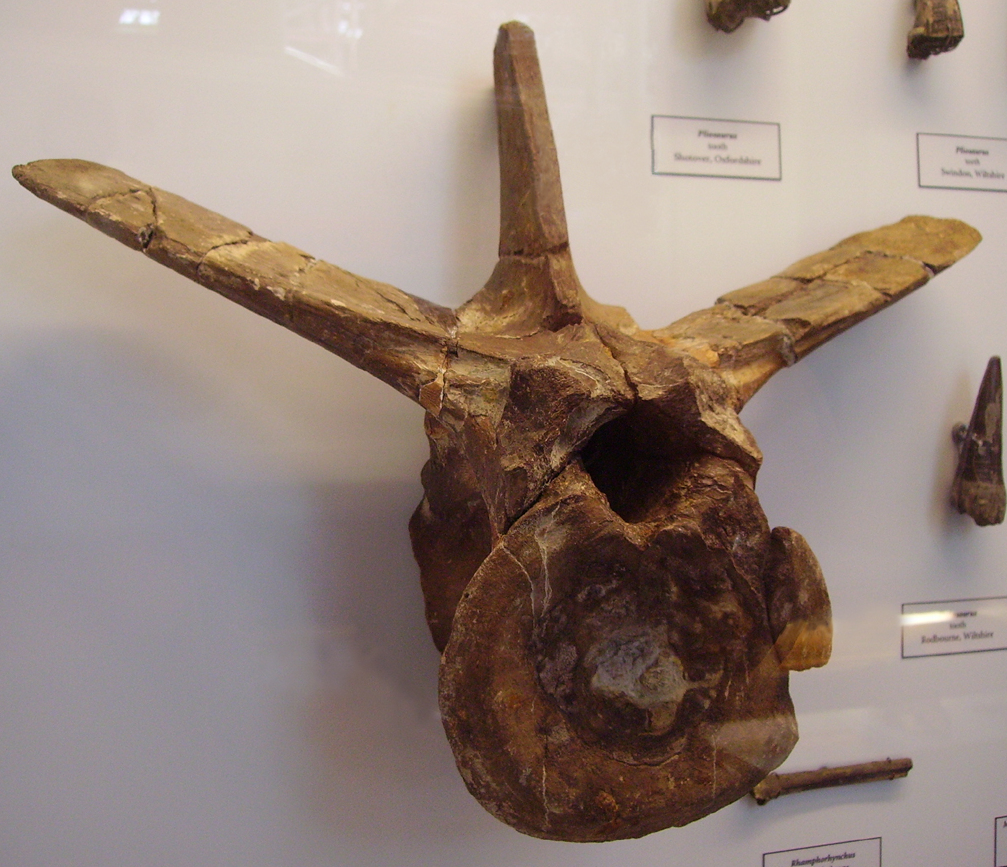
尾椎BMNH 9672。其神经棘顶端已经断裂，真实长度可能为现在的两倍

截至1824年，巴克兰可用的材料包括以下标本：OUM J13505，一块右下颌；OUM J13577，一节后段背椎；OUM J13579，一节前段尾椎；OUM J13576，一块由五节骶椎组成的骶骨；OUM J13585，一根颈肋；OUM J13580，一根肋骨；OUM J29881，骨盆中的一块髂骨，OUM J13563，部分耻骨；OUM J13565，部分坐骨；OUM J13561，腿骨；OUM J13572，第二跖骨下端。他自己也知道这些骨骼并不属于同一个体，只有骶骨呈关节连接状态。因为它们代表数具个体，所以被描述的化石组成了一个合模式标本。按照现代标准，必须从这些标本中选出一件以作为命名所依据的正模标本。1990年，拉尔夫·莫尔纳选择了著名的齿骨（下颚前部）标本OUM J13505作为选模标本，因为他不习惯于恐龙深而较典型爬行动物高出很多的骨盆。巴克兰对几块骨骼作出了错误鉴定，如将耻骨解释为腓骨、将坐骨误认为锁骨。巴克兰将这种生物确认一种巨型蜥类（当时认为蜥蜴属于鳄目）。他将其归入新属斑龙，并重复居维叶的一个估计，即自己描述的最大碎片表明该动物生前长达12米。

### 词源
巴克兰没有给出斑龙的种名，这在19世纪早期并不少见，当时仍视属为更重要的概念。1826年，费迪南德·冯·里特根给这只恐龙起了一个完整的种名，即科氏斑龙（Megalosaurus conybeari），然而后期研究者并未过多使用此名，故其现被视为遗失名。一年后（即1827年），吉迪恩·曼特尔将斑龙纳入他对英国东南部的地质调查中，并为之取了现在的有效种名――巴氏斑龙（Megalosaurus bucklandii）。直到现在，Megalosaurus bucklandi这一形式仍经常被使用，它是克里斯蒂安·埃里希·赫尔曼·冯·迈尔1832年的一个笔误，其创造者有时被误认为冯·里根，但更具原创性的M. bucklandii具有优先权。

### 早期重建

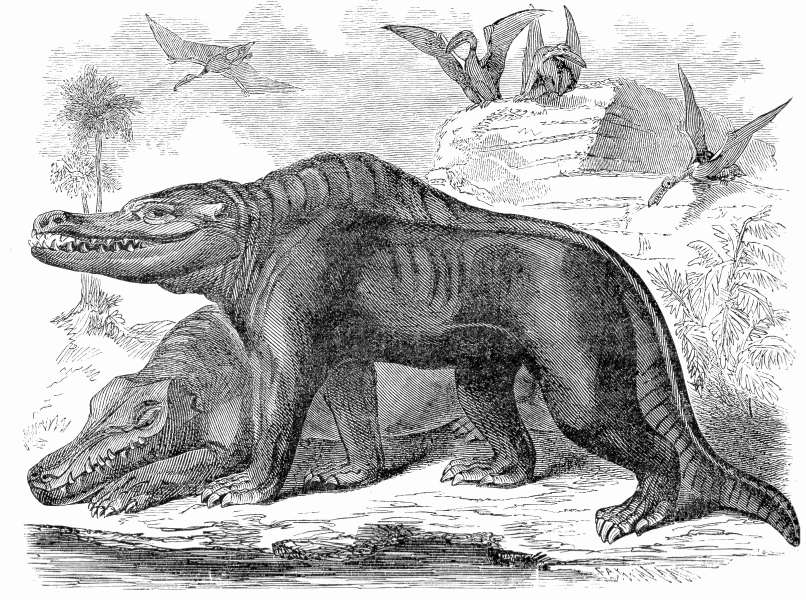
斑龙的早期复原

第一次重建由巴克兰本人完成。他认为斑龙四足行走，是种既能在海里游泳又能在陆上爬行的“两栖生物”。总体来说，斑龙在他的脑海中就像一只巨型蜥蜴，但巴克兰已从股骨头的形状上意识到斑龙的腿是直立的而非伸展开来。1824年的原始描述中，巴克兰重复居维叶的体型估计――即斑龙长40英尺，重量接近一头7英尺高的大象。然而该估计仅根据牛津大学的遗骸。巴克兰还在参观曼特尔的化石收藏时匆匆为他的新爬行动物命名，在讲座中宣布自己已获得一根巨型腿骨化石，尺寸是之前描述的两倍。如今认为该骨骼属于禽龙或某些禽龙科，但当时两人均认为其属于斑龙。即使考虑到异速生长的影响，体重较重的动物有相对较结实的骨骼，巴克兰也被迫在其演讲的印刷版中估计斑龙的最大体长在60至70英尺之间。斑龙的存在为基督教正统派带来一些问题。宗教中通常认为痛苦和死亡是通过原罪进入世界的，这貌似与亚当之前的历史阶段中一只巨大的掠食性爬行动物的存在无法调和。巴克兰认为，这些掠食者在幼年时期是和平的素食者，并在布里奇沃特的一篇论文中称：斑龙在生命的创造过程中发挥了有益作用，因为它结束老弱病残的动物的生命，以减少动物的总痛苦。

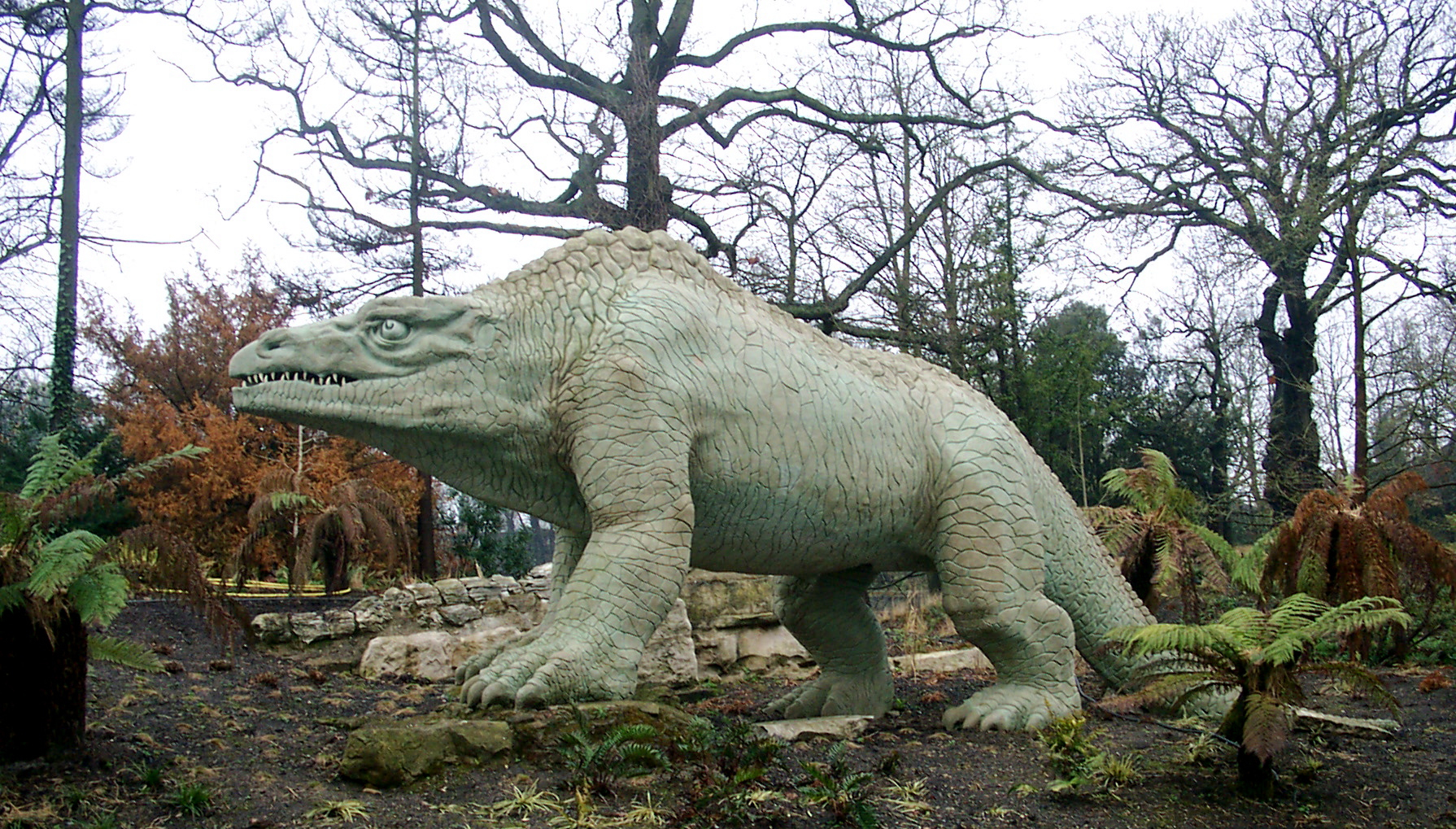
1854年，在理查德·欧文的指导下，水晶宫恐龙的重建将斑龙描绘成四足动物；而现代重建使其成为两足动物，像大多数兽脚类一样。

1840年左右，英国流行将物种变迁论的概念作为属随着时间推移而逐渐发展的一部分，正如罗伯特·钱伯斯的作品所表达的那样。作为回应，理查德·欧文于1841年8月2日在英国科学促进协会的一次演讲中称，某些史前爬行动物类群的组织行为已达到现代哺乳动物的水平，表明物种不会发生变化。欧文介绍了三个这种高水平爬行动物的例子：禽龙、林龙和斑龙。“蜥蜴模型”从此被完全废弃，恐龙也被认为拥有直立姿态和高速新陈代谢。这也意味着先前的尺寸估算值被夸大了。欧文通过简单地增加已知椎骨长度（而非根据蜥蜴推测）而得出斑龙的总身长为30英尺。1842年出版的讲座印刷版中，欧文将这三种爬行动物归入一个单独的分类群：恐龙总目。因此斑龙是最早被归入恐龙的三个属之一。

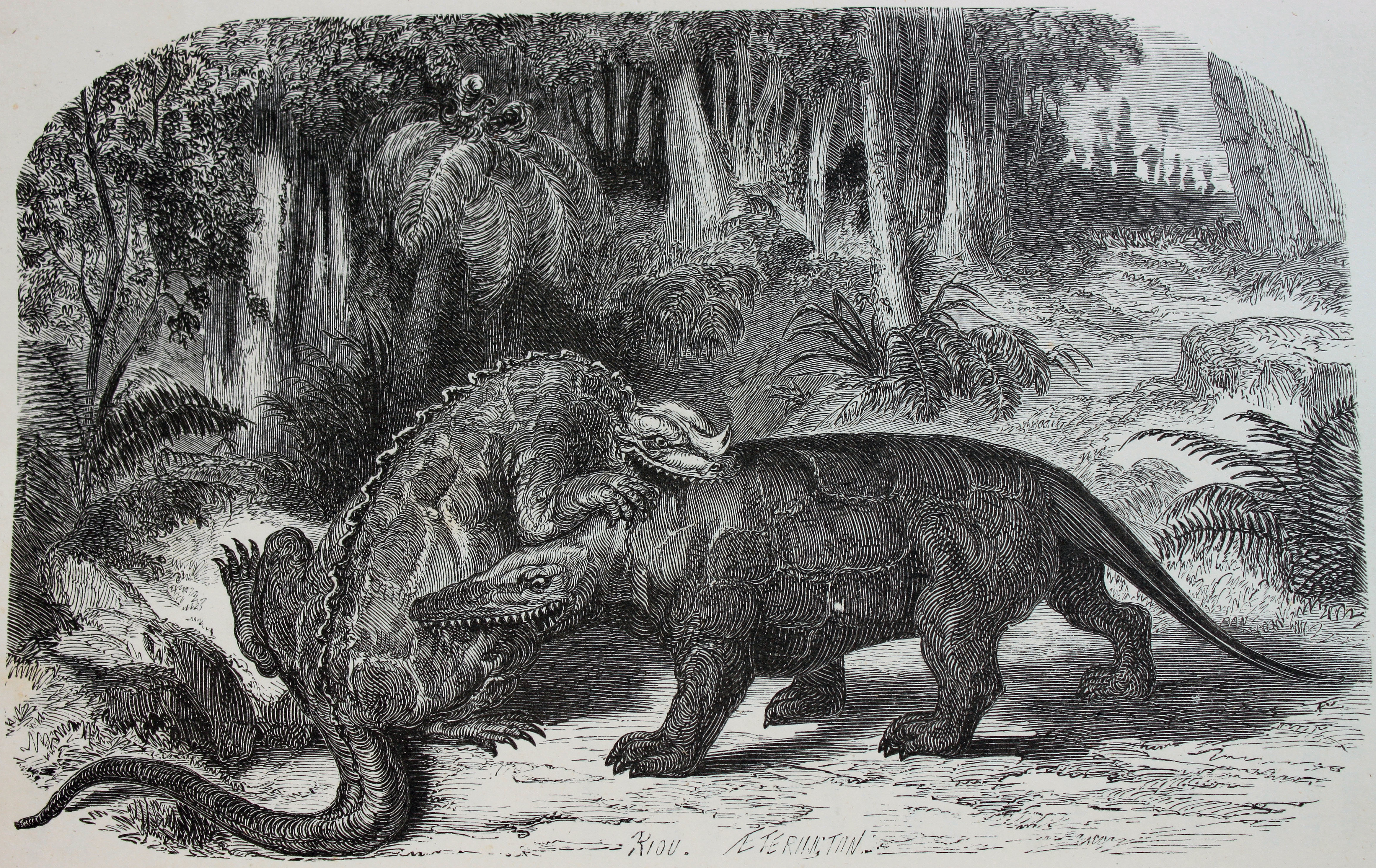
爱德华·里奥于1863年绘制的与斑龙搏斗的禽龙

1852年，班傑明·瓦特豪斯·郝金斯受委托为赛德纳姆的水晶宫史前爬行动物展建造一尊真实大小的斑龙模型。霍金斯在欧文的指导下工作，所作雕像也反映了欧文的想法：斑龙是哺乳动物般的四足生物。水晶宫公园的雕塑肩部上有明显驼峰，有人认为其受到了欧文19世纪50年代初购买的一组较高椎骨神经棘的启发。这些化石现为独立属比克尔斯棘龙，但当时欧文将其归入斑龙。此次展览中的模型让英国公众首次意识到古代爬行动物的存在。

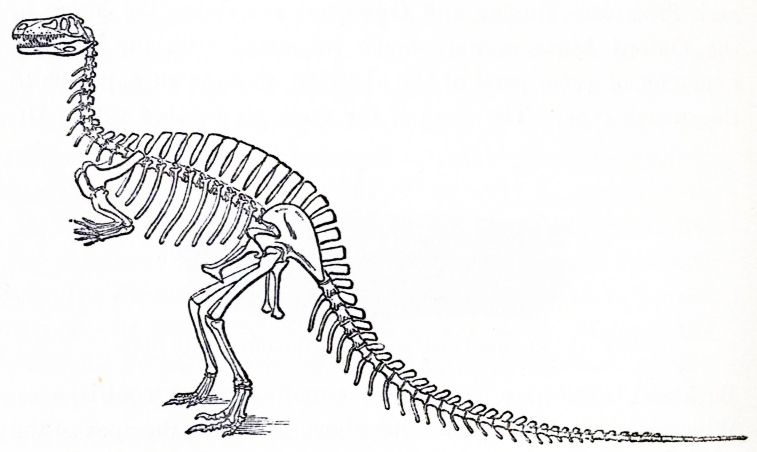
冯·迈尔1897前的斑龙复原图，显示其双足站立并具有细长神经棘

1859年，美颌龙的发现首次挑战食肉恐龙（如斑龙）是四足动物的假设。然而美颌龙是种很小的动物，对巨型生物而言，其重要性可以忽略不计。1870年，牛津附近发现美扭椎龙正模标本，该标本也是首具较完整的大型兽脚类骨骼，而且明显是只双足动物。不久之后，约翰·菲利普斯首次在牛津公开展示兽脚类骨骼，并尽量将已知斑龙骨骼摆放于其生前所在位置，这些骨骼由薄纸板中的凹槽固定。19世纪70年代，北美发现异特龙等大型兽脚类，证实该类群均为两足动物。牛津大学自然历史博物馆展出了巴克兰原始描述中的大部分标本。

### 后期发现

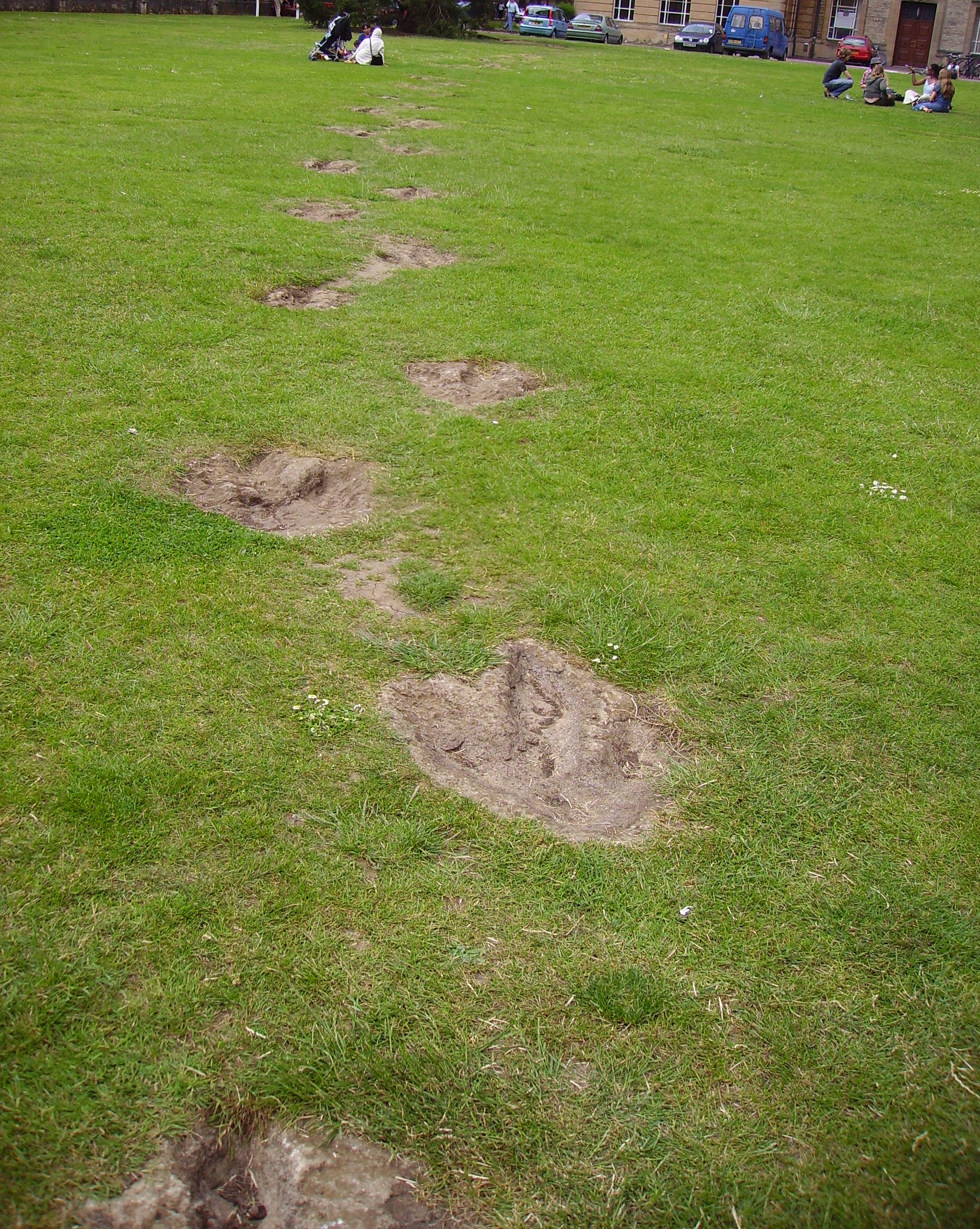
归入斑龙的兽脚类脚印复制品，位于牛津大学自然历史博物馆

斯通斯菲尔德采石场一直工作至1911年并继续出土斑龙化石，其中大部分为单个牙齿及骨盆和后肢的单块骨骼，前肢、椎骨及颅骨异常罕见，手骨则从未发现过。2010年，罗杰·本森（Roger Benson）从至少7具个体（实际数字远大于7个）中统计出斯通斯菲尔德板岩共有103件标本。除选模标本外，目前归入斑龙的许多化石身份不明，有人认为这些化石不仅来自多具个体，还可能属于几个不同物种或形态型，因此建议只将选模标本的单个齿骨认定为斑龙。关于这些化石是否仅代表单个分类单元一直存在争议。2004年，朱莉娅·戴（Julia Day）与保罗·巴雷特称根据股骨微小差异可见材料存在两种形态型。本森在2008年支持这一观点，但于2010年得出结论称该差异仅为个体差异或病变造成的假象。标本OUM J13506是一个上颌碎片，由托马斯·赫胥黎于1869年归入巴氏斑龙。1992年，罗伯特·巴克称其为中华盗龙科成员；2007年，达伦·奈什认为它属于阿贝力龙超科的一个独立物种。2010年，本森指出该碎片与其它已知化石无法区分，实际上其他研究者并未将二者进行比较。

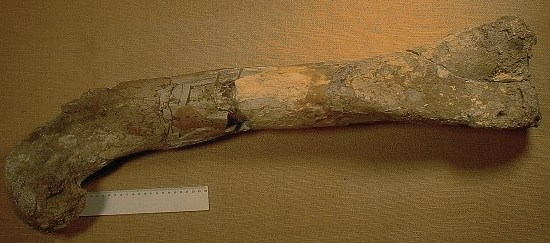
归类于斑龙的股骨，发现于法国

除坦顿石灰岩组发现的化石之外，悉尼·休·雷诺兹还于1939年提到在更古老的奇平诺顿石灰岩组发现的斑龙化石，时间可追溯至巴通阶早期，约含30颗单独牙齿和骨骼。尽管年代差异使其身份很难确定，但2009年本森未能在新公园采石场（New Park Quarry）发现的遗骸中找出其与巴氏斑龙的任何解剖学差异，因此确认其分类。然而另一个地点即奥克姆采石场（Oakham Quarry）发现的髂骨显然有别于斑龙。
英国发现的痕迹化石有时被归入斑龙或足迹属斑龙足迹。1997年，牛津东北20公里处的阿尔德利石灰岩采石场发现一组著名的脚印化石，被认为是由斑龙所制造，其中部分疑似为鲸龙所留。牛津大学自然历史博物馆的草坪上有这些脚印的复制品，而草坪上的另一条痕迹化石是兽脚类从加速行走到奔跑的轨迹。据本森称，这种转送无法证明其制造者的身份，因为这些足迹未显示出斑龙独有的特征，当然应仅限于与斑龙生存年代相同的物种。2024年又在附近的比斯特采石场（Bicester quarry）发现五组脚印，其中一组明显具有斑龙特有的大型三趾型兽脚类足部特征。
在十九世纪和二十世纪，大量从英国以外地区（尤其是法国）发现的化石被归入斑龙。2010年，本森认为这些化石要么明显异于斑龙，要么因过于零碎而无法确定身份。

## 描述

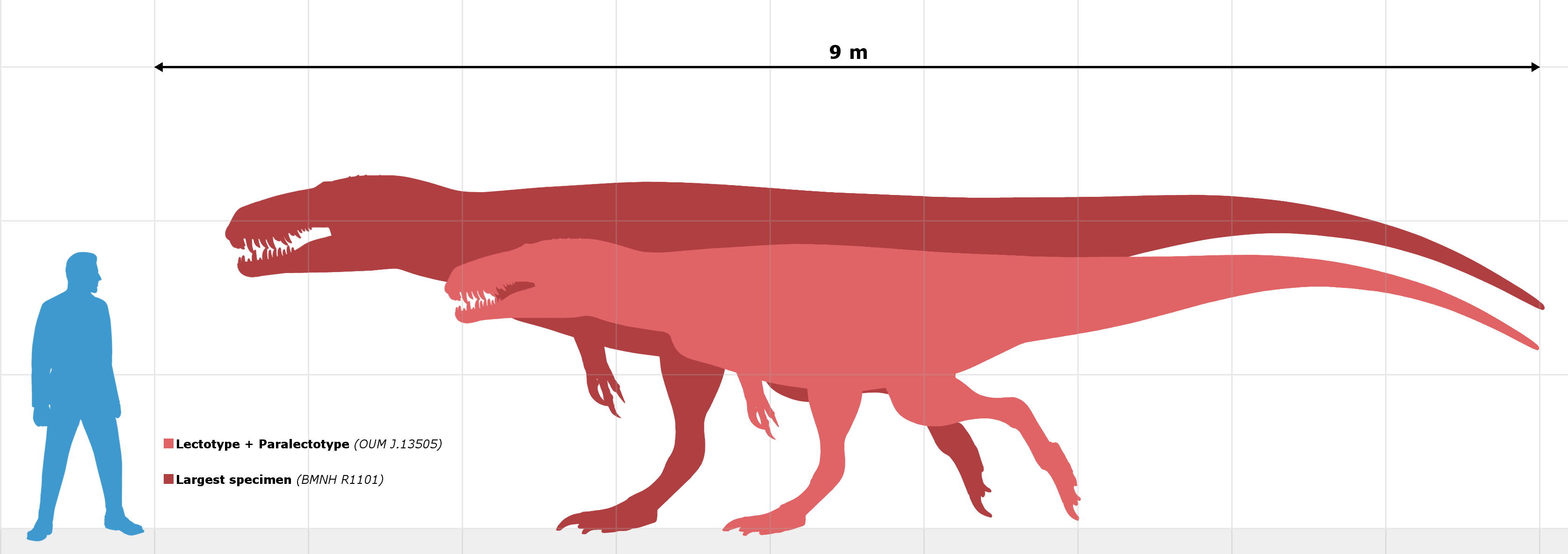
体型比较（蓝色为人类，粉红色为选模标本，红色为最大标本）

自首次发现以来，该属已有许多其它骨骼出土；然而其完整骨骼尚未找到，因此外观细节无法确定。2010年，本森发表了关于所有已知材料的完整骨学论文。

### 体型

此图展示了斑龙的已知骨骼，其中种型群材料为白色，其他标本材料为蓝色

大多数文献一般按照欧文1841年估计而给出三十英尺或九米的体长。由于斑龙化石缺乏连接的背椎序列，因此很难确定其真实体型。1984年，大卫·诺曼提出斑龙身长为7到8米。1988年，格雷戈里·保罗根据股骨长76厘米将其体重暂时估计为1.1吨。21世纪早期的趋势是，将材料限制在选模标本的范围内、产生更低的估计值并忽略不确定的异常值。保罗于2010年提出斑龙长6米、重700公斤。然而，本森在同年声称，尽管斑龙体型中等，但仍是中侏罗世的最大兽脚类之一。标本BMNH 31806是一根803毫米长的股骨，使用J·F·安德森（J. F. Anderson）的外推法可算出这条斑龙体重为943公斤——该方法是为哺乳动物所优化的，往往低估兽脚类至少三分之一的体重。此外，股骨OUM J13561长约86厘米。

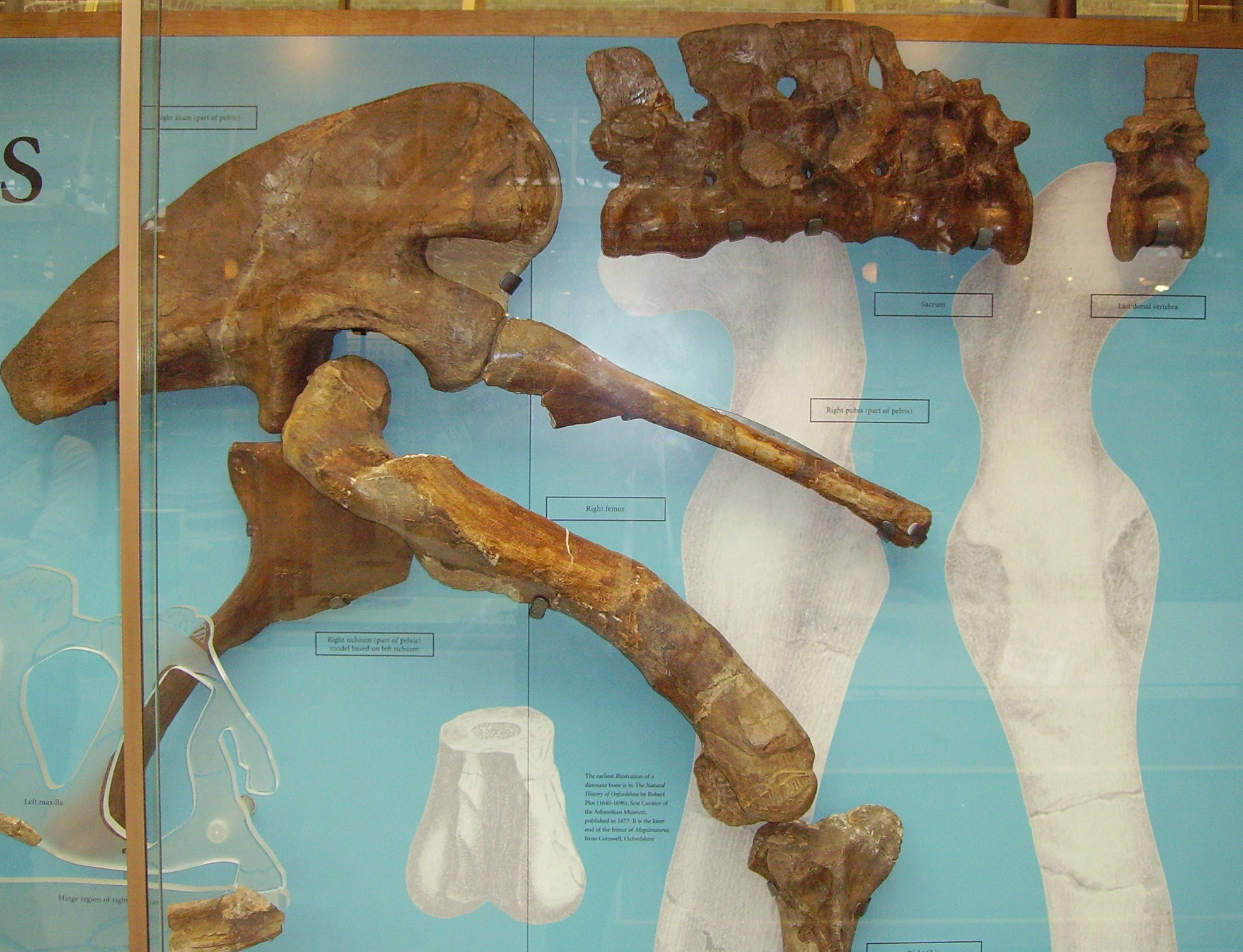
骨盆、股骨和骶骨

一般来说，斑龙有着大型兽脚类的典型体型。它是两足动物，水平躯干由一条水平的长尾所平衡。后肢长而强壮，长有三根朝向前方的脚趾用于承重。前肢相对较短，但异常强壮，可能有三根手指。作为一种食肉动物，它细长的大脑袋上长着像匕首一样的长牙用来切猎物的肉。斑龙骨骼高度骨化，表明它是种强壮而肌肉发达的动物，尽管其小腿不如近亲蛮龙那样粗壮。

### 颅骨与下颌

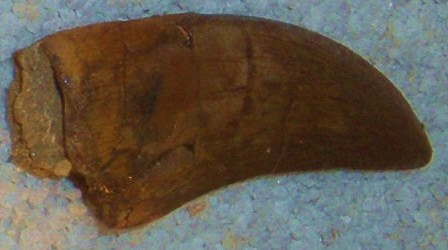
归入斑龙的牙齿

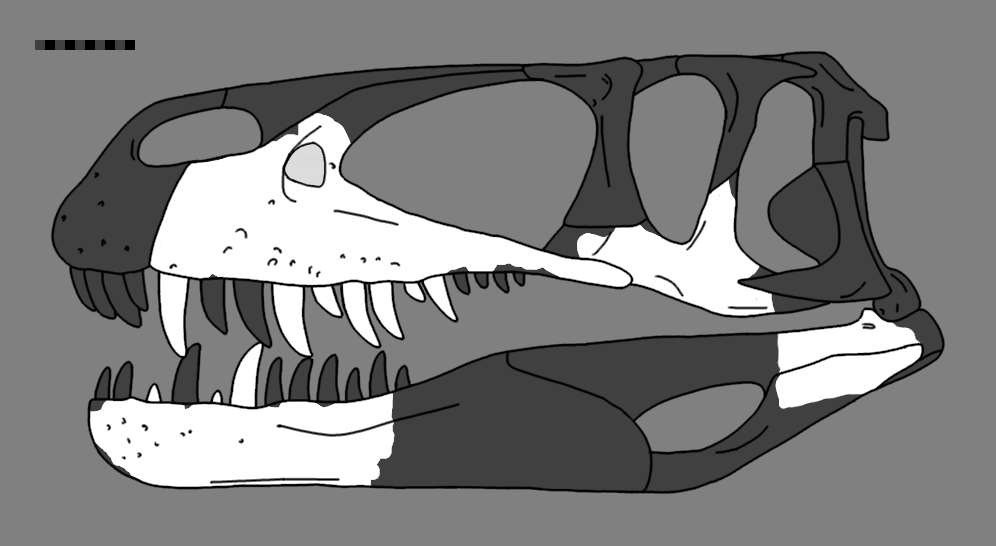
根据近亲蛮龙推测的颅骨重建

目前对斑龙颅骨所知甚少。与其它材料相比，颅骨材料尺寸通常相当巨大。这可能是巧合，也可能表明斑龙有一个非同寻常的大脑袋。未发现前颌骨，故无法确定吻部轮廓是弯曲还是矩形的，但上颌前支很短表明斑龙可能具有相当短粗的吻部。眶前孔周围凹陷处可见一小型非穿透空洞，可能类似上颌孔。上颌有十三颗牙齿，尺寸相对较大，牙冠长度可达7厘米。牙齿后方由高大而未融合的三角形齿间板支撑，切刃上每厘米有十八到二十个小齿，齿式可能为4，13–14／13–14。颧骨呈气腔化，被眶前孔方向一处大孔穿透，内部可能为鼻骨中的气腔所掏空。这种气腔化程度在其它斑龙科中是前所未闻的，可能代表一项单独的自衍徵。

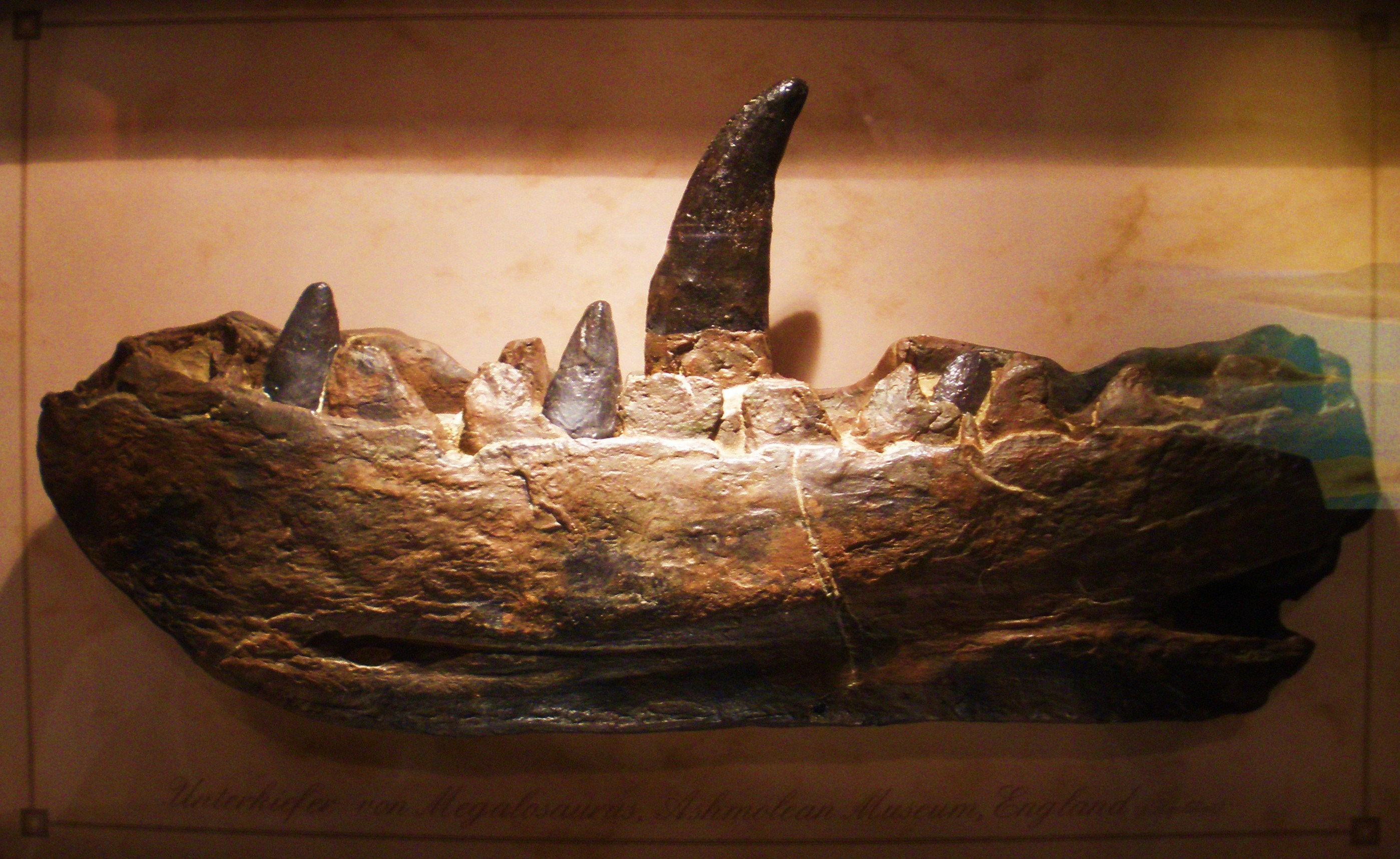
下颌骨模型

下颌相当强壮，在俯视图中笔直，颚尖无过多扩张，表明这对下颌骨非常狭窄。2008年确认了数项自衍征，但后被证实是化石损坏的结果。然而，外侧宽阔的纵沟（亦见于蛮龙）、缩小的第三齿骨齿、齿间板列下方的血管沟仅在第五颗牙齿位置向前闭合等构成了一个独特的特征组合。牙齿数量可能为13或14颗，尽管保存下来的受损标本最多显示出11个齿槽。齿间板内侧光滑，上颌内侧则有垂直沟槽；而皮亚尼兹基龙具有相同特征组合。上隅骨外侧没有骨架或嵴。下颌关节前侧有一椭圆形开口，后面有一后上隅骨孔，但缺乏前方的第二个前上隅骨孔。

### 脊柱

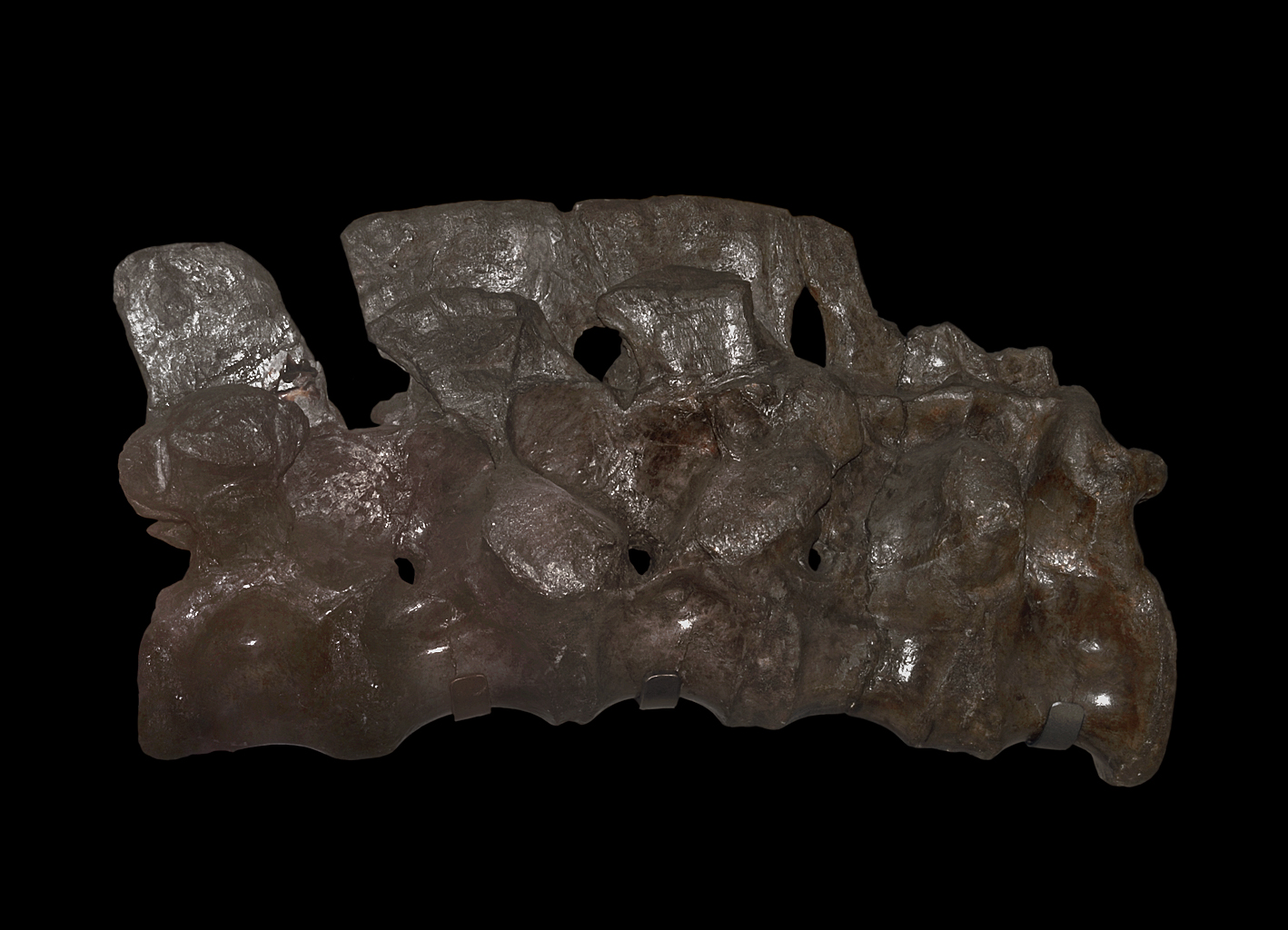
OUM J13576，一个连接的骶骨

尽管确切数目未知，但斑龙脊柱很可能有十节颈椎、十三节背椎、五节骶椎和五十到六十节尾椎，在基干坚尾龙类中相当常见。
斯通斯菲尔德板岩发现的材料不含颈椎，但新公园采石场已出土一节残破的前段颈椎（标本BMNH R9674）。骨骼破损处显示出大型气腔。椎骨其他方面亦显示出高度气腔化，侧面拥有大型侧凹。椎体后表面强烈凹陷。颈肋短。前段背椎略微后凹，椎体前表面突出，后表面凹陷。龙骨很深，下侧的嵴约占总高度的50％。前段背椎后突（即下肋骨关节突）上方疑似有一侧凹。据本森称，后段背椎不存在气腔化。其略呈双凹状，拥有凹陷椎体面；还拥有次级关节突，从而形成下椎弓突–下椎弓凹联合，其中下椎弓突具有三角形横截面。后段背椎神经棘高度未知，但新公园采石场材料中一节尾椎（标本BMNH R9677）上的较高神经棘暗示斑龙臀部区域存在嵴。五节骶椎的神经棘形成一个顶部融合的神经板。骶椎底面呈圆形，第二节骶椎具有龙；其一般为有嵴的第三或第四骶椎。骶椎似乎不存在气腔化，但侧面存在凹陷。尾椎略具双凹形，前后两侧皆有凹陷椎体面。侧面有凹陷、底面有纵沟。尾基部的神经棘横向变细变高，长度占椎骨总高度一半以上。

### 肢骨

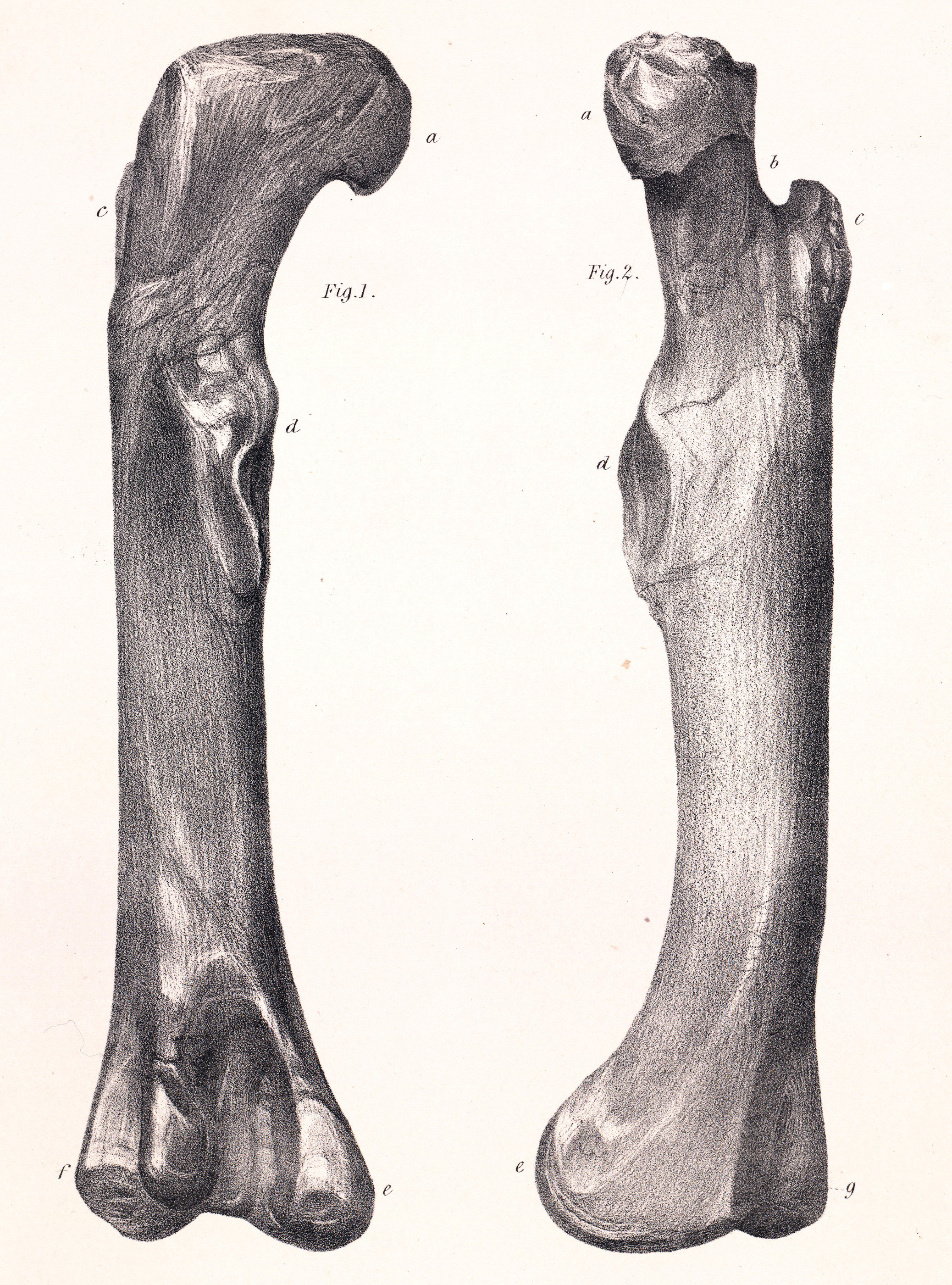
股骨后视图（左）和中视图（右）的石版画，由J. Erxleben绘制于19世纪。

肩胛骨短而宽，长度约为最小宽度的6.8倍，这是坚尾龙类一个罕见的原始特征。从侧面看，顶端略向后弯曲。肩胛骨低矮外侧有一宽嵴，从肩关节下方延伸到大约中间的位置，并逐渐与肩胛表面融合。长度超过其30%的中部前缘很薄，形成略微突出的嵴。肩胛骨约占肩关节的一半，向外且向下倾斜。所有已知标本的喙骨均与肩胛骨融合成肩胛乌喙骨且缺少明显骨缝。喙骨本身是一个椭圆形骨板，其最长一侧附着于肩胛上。其为一大型卵形孔洞所穿透，但缺乏通常用于附着上臂肌肉的突起。
肱骨非常强壮，上下两端剧烈扩张。肱骨标本OUMNH J.13575长388毫米，骨轴周长约相当于总长度的一半。肱骨头继续前后延伸，形成大型突起，并共同形成一大型骨板。肱骨干前外侧有一只三角形的大型三角嵴与胸大肌和三角肌相连。其大致覆盖骨干上半部分，顶点位置很低。尺骨非常粗壮，绝对尺寸大于任何已知坚尾龙类成员。唯一已知尺骨标本BMNH 36585长232毫米，最小骨干周长为142毫米，在前视图中笔直，有巨大鹰嘴（肱三头肌的附属结构）。桡骨、腕骨及手部目前均未发现。

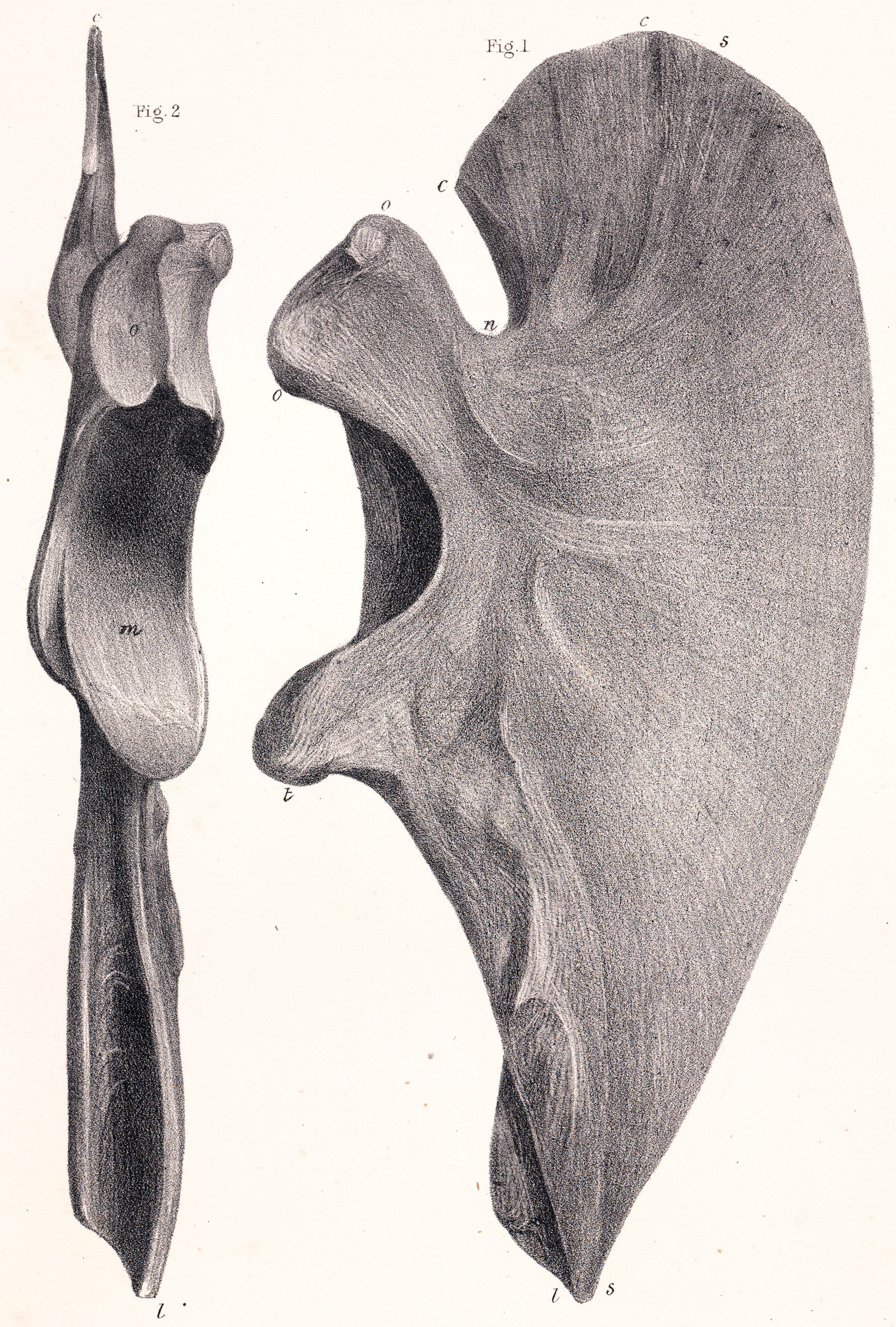
髂骨的石版画，由J. Erxleben绘制于19世纪。

在骨盆中，髂骨长而低，上部轮廓凸出。前刃呈三角形且相当短，前端有一小下垂点，一处缺刻将其与耻骨柄隔开。后刃大致呈矩形。髂骨外侧凹陷，以充当腿部主要肌肉髂股肌的附着面。髋关节顶部表面有低矮垂直嵴及明显的垂直凹槽。后刃底部有一窄而深的凹陷，形成骨干以连接尾股短肌。后刃外侧与内侧不匹配，故可视为一个单独的“中刃”，侧视图中，该刃可从两个位置看到：外侧与坐骨柄之间的拐角处及后刃外侧末端后面的一个小平面处。耻骨笔直，骨盆各半部分的耻骨通过狭窄骨领连接，后者位于骨干后侧较高位置，并向下延伸至骨干前侧的较低位置。坐骨在侧视图中呈S形，位于两个曲面间的过渡点处，外侧有一个粗糙隆起。坐骨轴前缘有一处以低嵴形式存在的闭孔突，顶部有一缺刻将其与坐骨干分开。该嵴往下继续成为骨干内后侧一个特别厚的骨领，覆盖其长度一半以上。这条骨领在骨干尽头逐渐与之融合。骨干最终以一个相当大的“脚”（末端）作为结束，并具有凸起的低矮轮廓。

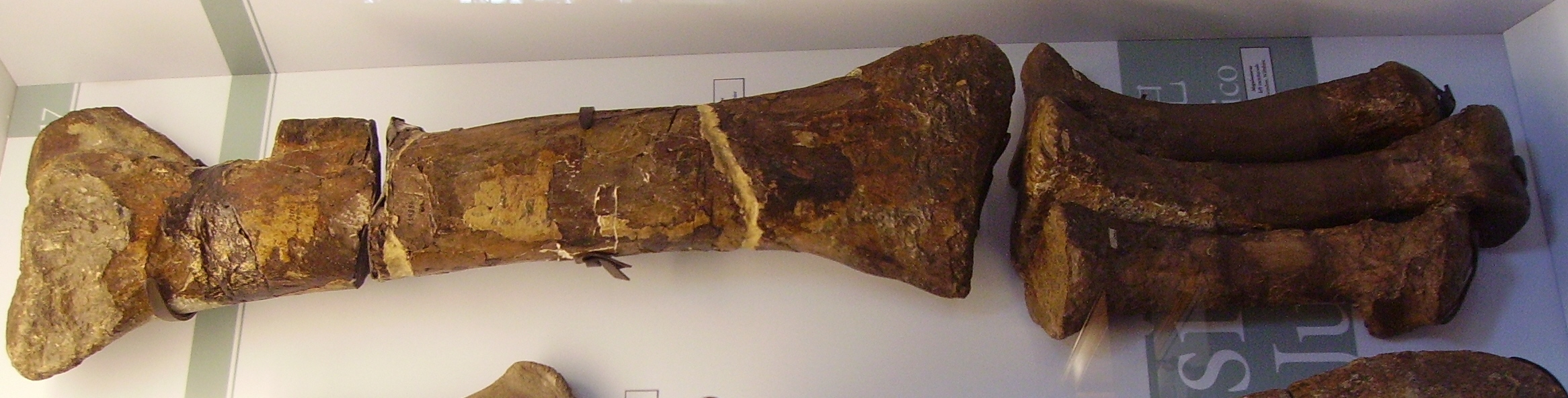
胫骨和跖骨

腿骨在前视图中笔直。从同一方向看，股骨头与骨干垂直，从上面看则与前方成20°角。大转子相对较宽，前方有一骨缝将其与粗壮的小转子隔开。小转子前基部有一较低的副转子。腿骨下部有一明显的前伸肌沟将髁分开。沟槽上内侧有一粗糙区域继续向内延伸至一处纵嵴，这是一个典型的斑龙科特征。小腿骨（或称胫骨）相对笔直、略微内弯。胫骨干下段前后侧扁，导致其拥有椭圆形横截面。骨干前下部约八分之一被距骨直立支所覆。脚部仅有第二、第三和第四节跖骨已发现，这些骨骼与用来承重的三趾相连。它们笔直健壮，下侧可见韧带凹陷。第三跖骨下端无明显髁突，关节更灵活，可作出有限水平移动。第三跖骨内侧顶部有一独特的嵴，与第二跖骨外侧顶部的凹槽相吻合，形成更紧密的连接。

### 鉴别

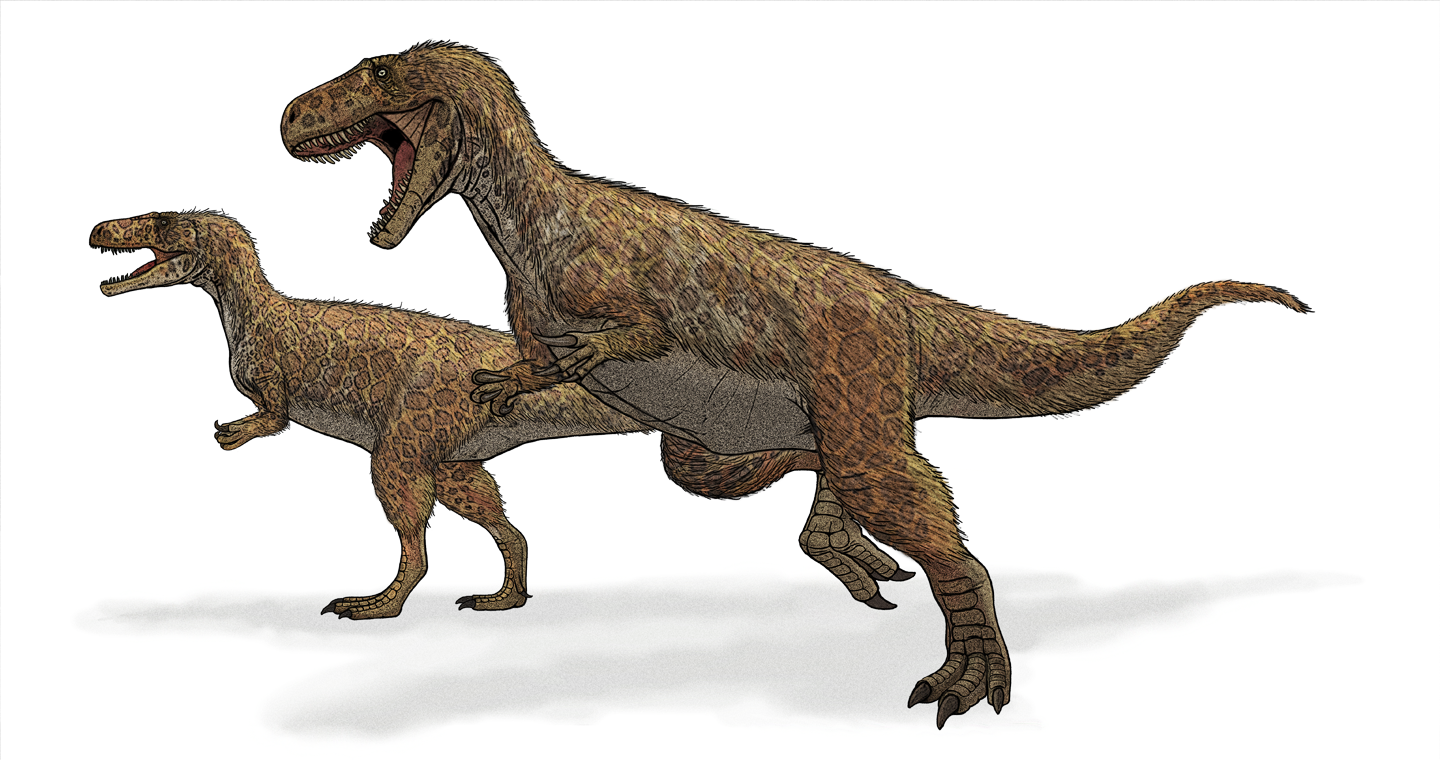
具有假设头部的斑龙复原图

在斑龙被发现后的几十年里，研究人员一直将其视为有效的典型大型食肉恐龙。结果其随后开始充当垃圾箱类群，有大量来自欧洲及其他地区的大型或小型食肉恐龙被归入。这种情况在20世纪渐渐发生改变，当时一般将该属限于英国发现的中侏罗世化石。进一步的限制发生在20世纪末和21世纪初，罗南·阿兰和丹·丘尔（Dan Chure）等研究人员指出斯通斯菲尔德板岩的化石可能属于几个与斑龙无关的兽脚类物种。后期研究似乎证实了该假说，且巴氏斑龙被普遍认为仅限于产生选模标本（下颌齿骨）的分类单元。此外一些研究人员未能在颌骨上找到任何可区分斑龙及其近亲的特征，表明该属是个疑名。然而，罗杰·本森及其同事在2008年进行的一项全面研究及后期发表的相关分析通过确定下颌骨的几种自衍征或独特特征（这些特征可用于区分斑龙和其它斑龙科），从而推翻了先前的共识。
已确立下颌骨的各种鉴别特征。齿骨外表面的纵沟很宽。齿骨的第三齿槽未扩张。从上方看，齿骨笔直、无扩张颚尖。下颌齿间板增高，从后方加固牙齿。本森还得出结论称，根据最简法则，应假设斯通非尔德板岩材料代表单个物种。若事实果真如此，则可从骨骼其它部分观察到额外自衍征。髂骨（髋关节上方）外侧的低矮垂直嵴具有平行垂直凹槽。坐骨干之间的骨领很厚，彼此接触形成近乎平坦的表面。坐骨干下部外侧有一粗糙凸起。第二跖骨下侧具有成角度的纵向龙骨。第三跖骨上侧的嵴连接第二跖骨外侧的凹槽。肩胛骨前缘形成一个薄嵴。

## 种系发生学

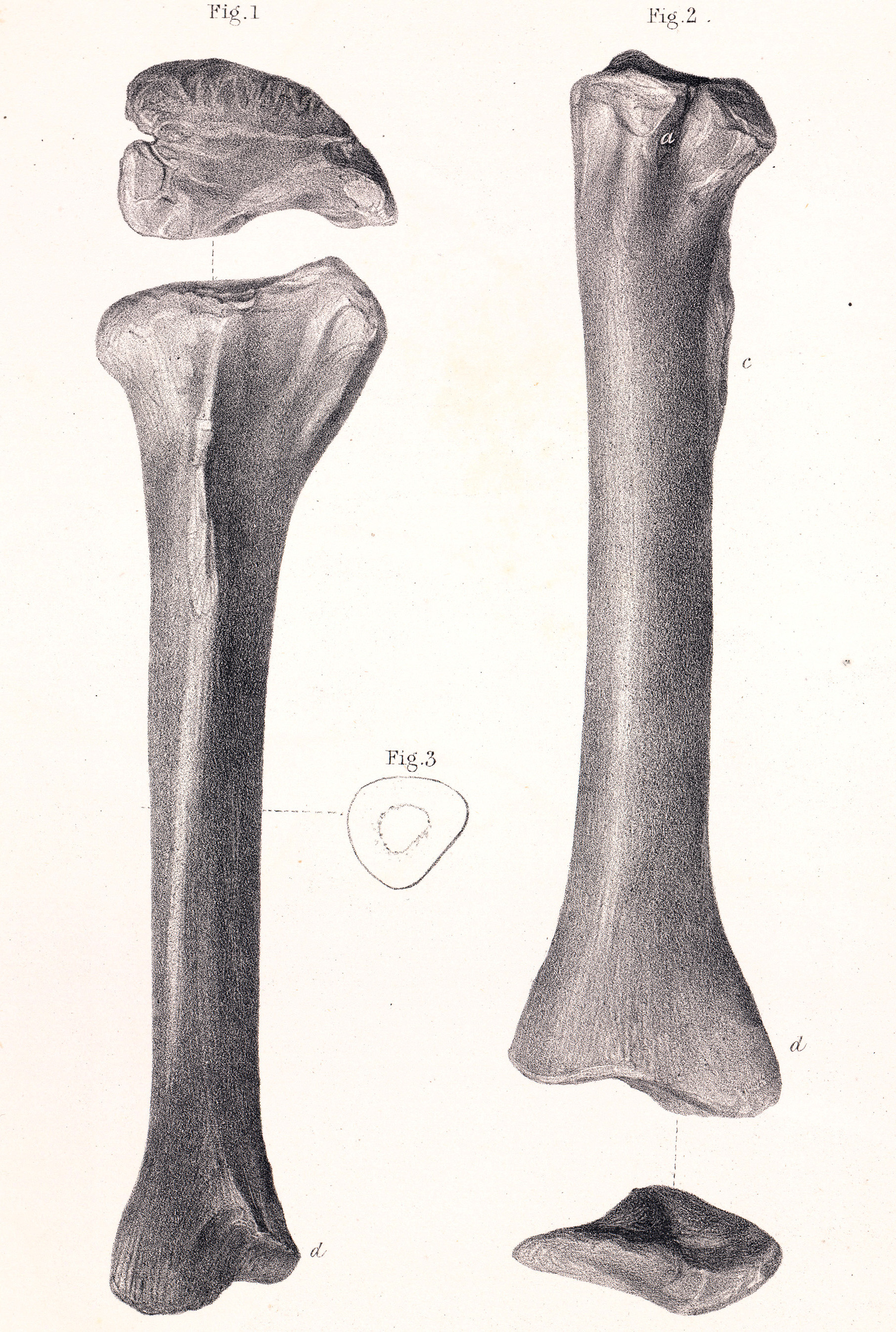
胫骨侧视图（左）和后视图（右），由J. Erxleben绘制于19世纪

1824年，巴克兰将斑龙归入蜥类，并假设蜥类与现代蜥蜴的亲缘关系近于鳄鱼。1842年，欧文将斑龙归入恐龙总目。1850年，夏尔·吕西安·波拿巴王子创建独立的斑龙科（Megalosauridae）并将斑龙作为模式属。很长一段时间以来，斑龙的确切演化关系仍然模糊不清。
在早期分类中，斑龙被认为是肉食龙类（大型兽脚类）传统意义上的代表物种，而该类群在当时包括几乎所有大型兽脚类。斑龙被视为坚尾龙类的“原始”成员，并与其它类似物种（曾经归入斑龙或与斑龙近缘）组成斑龙科。
同样，现代蜥臀目分类方案也将斑龙作坚尾龙类的原始物种。近期分析通常将斑龙置于坚尾龙类、斑龙超科或棘龙超科的基干位置。正如雅克·高蒂尔于1986年所言，该属存在的问题在于其与近缘分类单元的化石记录相对稀疏，造成分支图上不稳定或相对较差的关系解析。
2012年发表的两项关于坚尾龙类演化关系的分析结果也证明了这一点。两次分析是在近期研究的基础上进行，结果均显示斑龙是蛮龙的姊妹物种。马修·卡拉诺（Matthew Carrano）等人发现二者形成的演化支是多里亚猎龙的姐妹群，奥利弗·劳胡特等人亦发现其与迪布勒伊洛龙和非洲猎龙构成的多分支互为姐妹群。这些演化支又组成系统发育最新定义的斑龙科和与之最为近缘的分类群。
卡拉诺等人（2012年）的分支图如下: 
|  | 美扭椎龙 Eustreptospondylus |
|  |                             |

|  | 多里亚猎龙 Duriavenator                                                |
|  |                                                                        |
|  | \| \| 斑龙 Megalosaurus \| \| \| \| \| \| 蛮龙 Torvosaurus \| \| \| \| |
|  |                                                                        |
|  | 斑龙 Megalosaurus                                                      |
|  |                                                                        |
|  | 蛮龙 Torvosaurus                                                       |
|  |                                                                        |

|  | 斑龙 Megalosaurus |
|  |                   |
|  | 蛮龙 Torvosaurus  |
|  |                   |

|  | 迪布勒伊洛龙 Dubreuillosaurus |
|  |                               |
|  | 大龙 Magnosaurus              |
|  |                               |

|  | 乐山龙 Leshansaurus     |
|  |                         |
|  | 皮尔逖龙 Piveteausaurus |
|  |                         |

|  | 迪布勒伊洛龙 Dubreuillosaurus |
|  |                               |
|  | 大龙 Magnosaurus              |
|  |                               |

|  | 乐山龙 Leshansaurus     |
|  |                         |
|  | 皮尔逖龙 Piveteausaurus |
|  |                         |

|  | 多里亚猎龙 Duriavenator                                                |
|  |                                                                        |
|  | \| \| 斑龙 Megalosaurus \| \| \| \| \| \| 蛮龙 Torvosaurus \| \| \| \| |
|  |                                                                        |
|  | 斑龙 Megalosaurus                                                      |
|  |                                                                        |
|  | 蛮龙 Torvosaurus                                                       |
|  |                                                                        |

|  | 斑龙 Megalosaurus |
|  |                   |
|  | 蛮龙 Torvosaurus  |
|  |                   |

|  | 迪布勒伊洛龙 Dubreuillosaurus |
|  |                               |
|  | 大龙 Magnosaurus              |
|  |                               |

|  | 乐山龙 Leshansaurus     |
|  |                         |
|  | 皮尔逖龙 Piveteausaurus |
|  |                         |

|  | 迪布勒伊洛龙 Dubreuillosaurus |
|  |                               |
|  | 大龙 Magnosaurus              |
|  |                               |

|  | 乐山龙 Leshansaurus     |
|  |                         |
|  | 皮尔逖龙 Piveteausaurus |
|  |                         |

|  | 美扭椎龙 Eustreptospondylus |
|  |                             |

|  | 多里亚猎龙 Duriavenator                                                |
|  |                                                                        |
|  | \| \| 斑龙 Megalosaurus \| \| \| \| \| \| 蛮龙 Torvosaurus \| \| \| \| |
|  |                                                                        |
|  | 斑龙 Megalosaurus                                                      |
|  |                                                                        |
|  | 蛮龙 Torvosaurus                                                       |
|  |                                                                        |

|  | 斑龙 Megalosaurus |
|  |                   |
|  | 蛮龙 Torvosaurus  |
|  |                   |

|  | 迪布勒伊洛龙 Dubreuillosaurus |
|  |                               |
|  | 大龙 Magnosaurus              |
|  |                               |

|  | 乐山龙 Leshansaurus     |
|  |                         |
|  | 皮尔逖龙 Piveteausaurus |
|  |                         |

|  | 迪布勒伊洛龙 Dubreuillosaurus |
|  |                               |
|  | 大龙 Magnosaurus              |
|  |                               |

|  | 乐山龙 Leshansaurus     |
|  |                         |
|  | 皮尔逖龙 Piveteausaurus |
|  |                         |

|  | 多里亚猎龙 Duriavenator                                                |
|  |                                                                        |
|  | \| \| 斑龙 Megalosaurus \| \| \| \| \| \| 蛮龙 Torvosaurus \| \| \| \| |
|  |                                                                        |
|  | 斑龙 Megalosaurus                                                      |
|  |                                                                        |
|  | 蛮龙 Torvosaurus                                                       |
|  |                                                                        |

|  | 斑龙 Megalosaurus |
|  |                   |
|  | 蛮龙 Torvosaurus  |
|  |                   |

|  | 迪布勒伊洛龙 Dubreuillosaurus |
|  |                               |
|  | 大龙 Magnosaurus              |
|  |                               |

|  | 乐山龙 Leshansaurus     |
|  |                         |
|  | 皮尔逖龙 Piveteausaurus |
|  |                         |

|  | 迪布勒伊洛龙 Dubreuillosaurus |
|  |                               |
|  | 大龙 Magnosaurus              |
|  |                               |

|  | 乐山龙 Leshansaurus     |
|  |                         |
|  | 皮尔逖龙 Piveteausaurus |
|  |                         |

|  | 美扭椎龙 Eustreptospondylus |
|  |                             |

|  | 多里亚猎龙 Duriavenator                                                |
|  |                                                                        |
|  | \| \| 斑龙 Megalosaurus \| \| \| \| \| \| 蛮龙 Torvosaurus \| \| \| \| |
|  |                                                                        |
|  | 斑龙 Megalosaurus                                                      |
|  |                                                                        |
|  | 蛮龙 Torvosaurus                                                       |
|  |                                                                        |

|  | 斑龙 Megalosaurus |
|  |                   |
|  | 蛮龙 Torvosaurus  |
|  |                   |

|  | 迪布勒伊洛龙 Dubreuillosaurus |
|  |                               |
|  | 大龙 Magnosaurus              |
|  |                               |

|  | 乐山龙 Leshansaurus     |
|  |                         |
|  | 皮尔逖龙 Piveteausaurus |
|  |                         |

|  | 迪布勒伊洛龙 Dubreuillosaurus |
|  |                               |
|  | 大龙 Magnosaurus              |
|  |                               |

|  | 乐山龙 Leshansaurus     |
|  |                         |
|  | 皮尔逖龙 Piveteausaurus |
|  |                         |

|  | 多里亚猎龙 Duriavenator                                                |
|  |                                                                        |
|  | \| \| 斑龙 Megalosaurus \| \| \| \| \| \| 蛮龙 Torvosaurus \| \| \| \| |
|  |                                                                        |
|  | 斑龙 Megalosaurus                                                      |
|  |                                                                        |
|  | 蛮龙 Torvosaurus                                                       |
|  |                                                                        |

|  | 斑龙 Megalosaurus |
|  |                   |
|  | 蛮龙 Torvosaurus  |
|  |                   |

|  | 迪布勒伊洛龙 Dubreuillosaurus |
|  |                               |
|  | 大龙 Magnosaurus              |
|  |                               |

|  | 乐山龙 Leshansaurus     |
|  |                         |
|  | 皮尔逖龙 Piveteausaurus |
|  |                         |

|  | 迪布勒伊洛龙 Dubreuillosaurus |
|  |                               |
|  | 大龙 Magnosaurus              |
|  |                               |

|  | 乐山龙 Leshansaurus     |
|  |                         |
|  | 皮尔逖龙 Piveteausaurus |
|  |                         |

|  | 美扭椎龙 Eustreptospondylus |
|  |                             |

|  | 多里亚猎龙 Duriavenator                                                |
|  |                                                                        |
|  | \| \| 斑龙 Megalosaurus \| \| \| \| \| \| 蛮龙 Torvosaurus \| \| \| \| |
|  |                                                                        |
|  | 斑龙 Megalosaurus                                                      |
|  |                                                                        |
|  | 蛮龙 Torvosaurus                                                       |
|  |                                                                        |

|  | 斑龙 Megalosaurus |
|  |                   |
|  | 蛮龙 Torvosaurus  |
|  |                   |

|  | 迪布勒伊洛龙 Dubreuillosaurus |
|  |                               |
|  | 大龙 Magnosaurus              |
|  |                               |

|  | 乐山龙 Leshansaurus     |
|  |                         |
|  | 皮尔逖龙 Piveteausaurus |
|  |                         |

|  | 迪布勒伊洛龙 Dubreuillosaurus |
|  |                               |
|  | 大龙 Magnosaurus              |
|  |                               |

|  | 乐山龙 Leshansaurus     |
|  |                         |
|  | 皮尔逖龙 Piveteausaurus |
|  |                         |

|  | 多里亚猎龙 Duriavenator                                                |
|  |                                                                        |
|  | \| \| 斑龙 Megalosaurus \| \| \| \| \| \| 蛮龙 Torvosaurus \| \| \| \| |
|  |                                                                        |
|  | 斑龙 Megalosaurus                                                      |
|  |                                                                        |
|  | 蛮龙 Torvosaurus                                                       |
|  |                                                                        |

|  | 斑龙 Megalosaurus |
|  |                   |
|  | 蛮龙 Torvosaurus  |
|  |                   |

|  | 迪布勒伊洛龙 Dubreuillosaurus |
|  |                               |
|  | 大龙 Magnosaurus              |
|  |                               |

|  | 乐山龙 Leshansaurus     |
|  |                         |
|  | 皮尔逖龙 Piveteausaurus |
|  |                         |

|  | 迪布勒伊洛龙 Dubreuillosaurus |
|  |                               |
|  | 大龙 Magnosaurus              |
|  |                               |

|  | 乐山龙 Leshansaurus     |
|  |                         |
|  | 皮尔逖龙 Piveteausaurus |
|  |                         |

|  | 美扭椎龙 Eustreptospondylus |
|  |                             |

|  | 多里亚猎龙 Duriavenator                                                |
|  |                                                                        |
|  | \| \| 斑龙 Megalosaurus \| \| \| \| \| \| 蛮龙 Torvosaurus \| \| \| \| |
|  |                                                                        |
|  | 斑龙 Megalosaurus                                                      |
|  |                                                                        |
|  | 蛮龙 Torvosaurus                                                       |
|  |                                                                        |

|  | 斑龙 Megalosaurus |
|  |                   |
|  | 蛮龙 Torvosaurus  |
|  |                   |

|  | 迪布勒伊洛龙 Dubreuillosaurus |
|  |                               |
|  | 大龙 Magnosaurus              |
|  |                               |

|  | 乐山龙 Leshansaurus     |
|  |                         |
|  | 皮尔逖龙 Piveteausaurus |
|  |                         |

|  | 迪布勒伊洛龙 Dubreuillosaurus |
|  |                               |
|  | 大龙 Magnosaurus              |
|  |                               |

|  | 乐山龙 Leshansaurus     |
|  |                         |
|  | 皮尔逖龙 Piveteausaurus |
|  |                         |

|  | 多里亚猎龙 Duriavenator                                                |
|  |                                                                        |
|  | \| \| 斑龙 Megalosaurus \| \| \| \| \| \| 蛮龙 Torvosaurus \| \| \| \| |
|  |                                                                        |
|  | 斑龙 Megalosaurus                                                      |
|  |                                                                        |
|  | 蛮龙 Torvosaurus                                                       |
|  |                                                                        |

|  | 斑龙 Megalosaurus |
|  |                   |
|  | 蛮龙 Torvosaurus  |
|  |                   |

|  | 迪布勒伊洛龙 Dubreuillosaurus |
|  |                               |
|  | 大龙 Magnosaurus              |
|  |                               |

|  | 乐山龙 Leshansaurus     |
|  |                         |
|  | 皮尔逖龙 Piveteausaurus |
|  |                         |

|  | 迪布勒伊洛龙 Dubreuillosaurus |
|  |                               |
|  | 大龙 Magnosaurus              |
|  |                               |

|  | 乐山龙 Leshansaurus     |
|  |                         |
|  | 皮尔逖龙 Piveteausaurus |
|  |                         |

|  | 美扭椎龙 Eustreptospondylus |
|  |                             |

|  | 多里亚猎龙 Duriavenator                                                |
|  |                                                                        |
|  | \| \| 斑龙 Megalosaurus \| \| \| \| \| \| 蛮龙 Torvosaurus \| \| \| \| |
|  |                                                                        |
|  | 斑龙 Megalosaurus                                                      |
|  |                                                                        |
|  | 蛮龙 Torvosaurus                                                       |
|  |                                                                        |

|  | 斑龙 Megalosaurus |
|  |                   |
|  | 蛮龙 Torvosaurus  |
|  |                   |

|  | 迪布勒伊洛龙 Dubreuillosaurus |
|  |                               |
|  | 大龙 Magnosaurus              |
|  |                               |

|  | 乐山龙 Leshansaurus     |
|  |                         |
|  | 皮尔逖龙 Piveteausaurus |
|  |                         |

|  | 迪布勒伊洛龙 Dubreuillosaurus |
|  |                               |
|  | 大龙 Magnosaurus              |
|  |                               |

|  | 乐山龙 Leshansaurus     |
|  |                         |
|  | 皮尔逖龙 Piveteausaurus |
|  |                         |

|  | 多里亚猎龙 Duriavenator                                                |
|  |                                                                        |
|  | \| \| 斑龙 Megalosaurus \| \| \| \| \| \| 蛮龙 Torvosaurus \| \| \| \| |
|  |                                                                        |
|  | 斑龙 Megalosaurus                                                      |
|  |                                                                        |
|  | 蛮龙 Torvosaurus                                                       |
|  |                                                                        |

|  | 斑龙 Megalosaurus |
|  |                   |
|  | 蛮龙 Torvosaurus  |
|  |                   |

|  | 迪布勒伊洛龙 Dubreuillosaurus |
|  |                               |
|  | 大龙 Magnosaurus              |
|  |                               |

|  | 乐山龙 Leshansaurus     |
|  |                         |
|  | 皮尔逖龙 Piveteausaurus |
|  |                         |

|  | 迪布勒伊洛龙 Dubreuillosaurus |
|  |                               |
|  | 大龙 Magnosaurus              |
|  |                               |

|  | 乐山龙 Leshansaurus     |
|  |                         |
|  | 皮尔逖龙 Piveteausaurus |
|  |                         |

|  | 美扭椎龙 Eustreptospondylus |
|  |                             |

|  | 多里亚猎龙 Duriavenator                                                |
|  |                                                                        |
|  | \| \| 斑龙 Megalosaurus \| \| \| \| \| \| 蛮龙 Torvosaurus \| \| \| \| |
|  |                                                                        |
|  | 斑龙 Megalosaurus                                                      |
|  |                                                                        |
|  | 蛮龙 Torvosaurus                                                       |
|  |                                                                        |

|  | 斑龙 Megalosaurus |
|  |                   |
|  | 蛮龙 Torvosaurus  |
|  |                   |

|  | 迪布勒伊洛龙 Dubreuillosaurus |
|  |                               |
|  | 大龙 Magnosaurus              |
|  |                               |

|  | 乐山龙 Leshansaurus     |
|  |                         |
|  | 皮尔逖龙 Piveteausaurus |
|  |                         |

|  | 迪布勒伊洛龙 Dubreuillosaurus |
|  |                               |
|  | 大龙 Magnosaurus              |
|  |                               |

|  | 乐山龙 Leshansaurus     |
|  |                         |
|  | 皮尔逖龙 Piveteausaurus |
|  |                         |

|  | 多里亚猎龙 Duriavenator                                                |
|  |                                                                        |
|  | \| \| 斑龙 Megalosaurus \| \| \| \| \| \| 蛮龙 Torvosaurus \| \| \| \| |
|  |                                                                        |
|  | 斑龙 Megalosaurus                                                      |
|  |                                                                        |
|  | 蛮龙 Torvosaurus                                                       |
|  |                                                                        |

|  | 斑龙 Megalosaurus |
|  |                   |
|  | 蛮龙 Torvosaurus  |
|  |                   |

|  | 迪布勒伊洛龙 Dubreuillosaurus |
|  |                               |
|  | 大龙 Magnosaurus              |
|  |                               |

|  | 乐山龙 Leshansaurus     |
|  |                         |
|  | 皮尔逖龙 Piveteausaurus |
|  |                         |

|  | 迪布勒伊洛龙 Dubreuillosaurus |
|  |                               |
|  | 大龙 Magnosaurus              |
|  |                               |

|  | 乐山龙 Leshansaurus     |
|  |                         |
|  | 皮尔逖龙 Piveteausaurus |
|  |                         |

|  | 美扭椎龙 Eustreptospondylus |
|  |                             |

|  | 多里亚猎龙 Duriavenator                                                |
|  |                                                                        |
|  | \| \| 斑龙 Megalosaurus \| \| \| \| \| \| 蛮龙 Torvosaurus \| \| \| \| |
|  |                                                                        |
|  | 斑龙 Megalosaurus                                                      |
|  |                                                                        |
|  | 蛮龙 Torvosaurus                                                       |
|  |                                                                        |

|  | 斑龙 Megalosaurus |
|  |                   |
|  | 蛮龙 Torvosaurus  |
|  |                   |

|  | 迪布勒伊洛龙 Dubreuillosaurus |
|  |                               |
|  | 大龙 Magnosaurus              |
|  |                               |

|  | 乐山龙 Leshansaurus     |
|  |                         |
|  | 皮尔逖龙 Piveteausaurus |
|  |                         |

|  | 迪布勒伊洛龙 Dubreuillosaurus |
|  |                               |
|  | 大龙 Magnosaurus              |
|  |                               |

|  | 乐山龙 Leshansaurus     |
|  |                         |
|  | 皮尔逖龙 Piveteausaurus |
|  |                         |

|  | 多里亚猎龙 Duriavenator                                                |
|  |                                                                        |
|  | \| \| 斑龙 Megalosaurus \| \| \| \| \| \| 蛮龙 Torvosaurus \| \| \| \| |
|  |                                                                        |
|  | 斑龙 Megalosaurus                                                      |
|  |                                                                        |
|  | 蛮龙 Torvosaurus                                                       |
|  |                                                                        |

|  | 斑龙 Megalosaurus |
|  |                   |
|  | 蛮龙 Torvosaurus  |
|  |                   |

|  | 迪布勒伊洛龙 Dubreuillosaurus |
|  |                               |
|  | 大龙 Magnosaurus              |
|  |                               |

|  | 乐山龙 Leshansaurus     |
|  |                         |
|  | 皮尔逖龙 Piveteausaurus |
|  |                         |

|  | 迪布勒伊洛龙 Dubreuillosaurus |
|  |                               |
|  | 大龙 Magnosaurus              |
|  |                               |

|  | 乐山龙 Leshansaurus     |
|  |                         |
|  | 皮尔逖龙 Piveteausaurus |
|  |                         |

## 古生物学

### 分布
尽管合模标本中的化石属于多具个体且发现于不同地区，但真正的“斑龙”化石仅限于其中部分材料，甚至不能完全确认为同一物种，包括（截至2010年）：部分颅骨（上颌骨、牙齿和下颌骨碎片）、几颗单独的牙齿、几节椎骨、一些肋骨、一些肩带骨骼、几个上颌骨、一些肱骨、尺骨、指骨（手指远端）、骶骨和其它骨盆骨骼、部分股骨、几块胫骨及跖骨。所有材料均出自英格兰南部科茨沃尔德中侏罗世巴通阶的大鲕粒岩群沉积物。巴氏斑龙的模式层或模式产地是西牛津郡斯通斯菲尔德坦顿石灰岩组的斯通斯菲尔德板岩，其余材料来自西牛津郡奇平诺顿的夏普山组、奇平诺顿附近大鲕粒岩组的未命名层以及格洛斯特郡朗伯勒的新公园采石场和小康普顿附近的奥克汉姆采石场（均位于奇平诺顿石灰岩组）。大鲕粒岩群的所有沉积物皆沉积于浅海环境，表明斑龙残骸并未埋藏于其栖息地所在的沉积物中，而是被河流冲入海里并形成化石。这也解释了为何已知材料中某些骨骼（骨盆）大量聚集及其它骨骼（颅骨、椎骨、肋骨、手骨和趾骨）的广泛存在或缺失。

### 古生态学
斑龙生存于中侏罗世（约1.66至1.68亿年前）巴通期的欧洲。在19世纪及20世纪早期，斑龙通常被描述为在覆盖整片大陆的森林中猎杀禽龙（另一种最早命名的恐龙），现在人们知道这是不正确的，因为禽龙骨骼发现于更晚的早白垩世地层。斑龙唯一标本来自英国牛津郡和格洛斯特郡的巴通阶中早期岩层，其它地区发现的任何材料均不能归入该属。其它大致与斑龙生存于同一时期的英国恐龙，包括兽脚类的十字手龙（一种大型分类单元）、髂鳄龙（一个仅从破碎遗骸所获知的存疑分类单元）、小型暴龙超科原角鼻龙及其它所知于牙齿的分类不明的兽脚类，推测包括驰龙科、伤齿龙科及镰刀龙下目）；主要从牙齿获知的分类不明的鸟臀类，包括畸齿龙科、剑龙类及甲龙类；以及蜥脚类的央齿龙（仅发现过牙齿）和鲸龙。斑龙可能捕食剑龙类及蜥脚类。
2010年，本森根据斑龙体型巨大及分布广泛的特点得出结论：斑龙是其栖息地的顶级掠食者。他认为，法国阿摩里卡丘陵没有鲸龙，表明斑龙也不栖息在该岛上，其分布区域仅限于伦敦布拉班特山块，即当时由不列颠南部的一部分，以及法国北部、荷兰、比利时、德国西部等邻近地区组成的构造高区，推测面积处在100,000平方（39,000平方英里）左右，与现在的古巴相当。有人不解，该岛如此之小，栖于其上的恐龙却未患岛屿侏儒症。对此一种可能解释是，该岛的生态系统仍与英国北部（苏格兰山块）、芬诺斯坎迪亚地盾及两者间现已沉入北海的区域等大块陆地相连。发现斑龙的坦顿石灰岩组，其植物化石代表了近岸植被，以针叶林（包括现存的南洋杉科及已灭绝的掌鳞杉科）及已灭绝的种子植物类群本内苏铁目为主，可能代表含红树林在内的季节性干燥环境。

### 古病理学

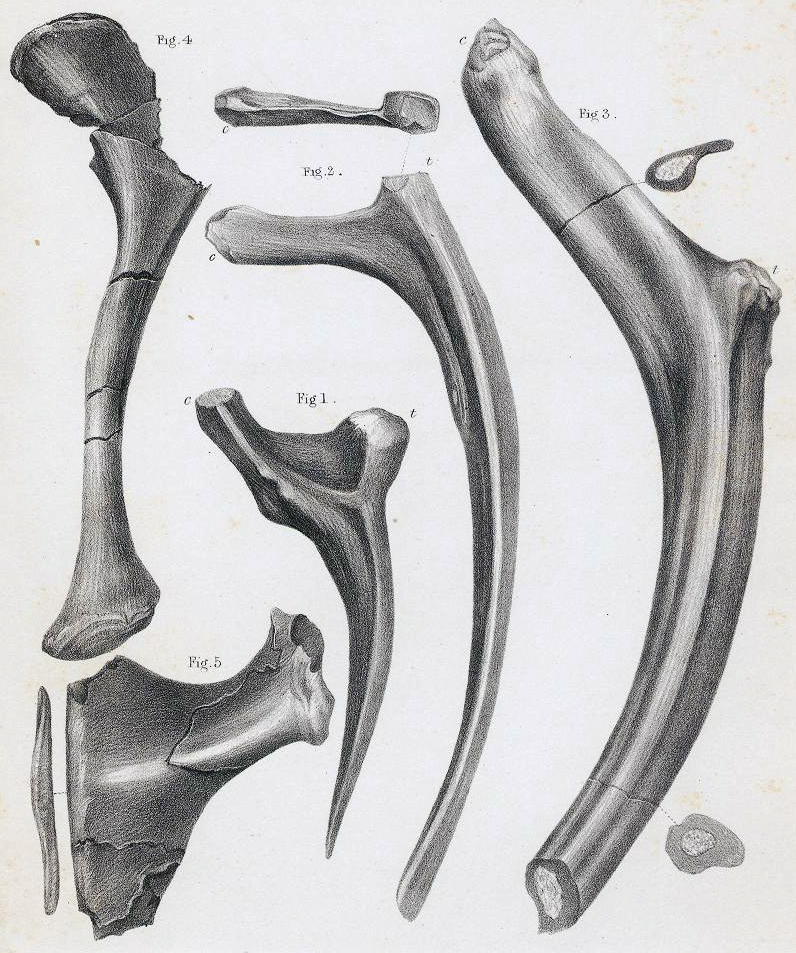
肋骨和骨盆。左侧肋骨碎片显示顶端基部下侧骨折愈合。由J. Erxleben绘制于19世纪

理查德·欧文于1856及1884年绘制的斑龙肋骨上显示其小头突底部附近有一病理性肿胀点，似乎是由骨折愈合引起，且位于和椎骨关节相连的位置。

## 物种及异名

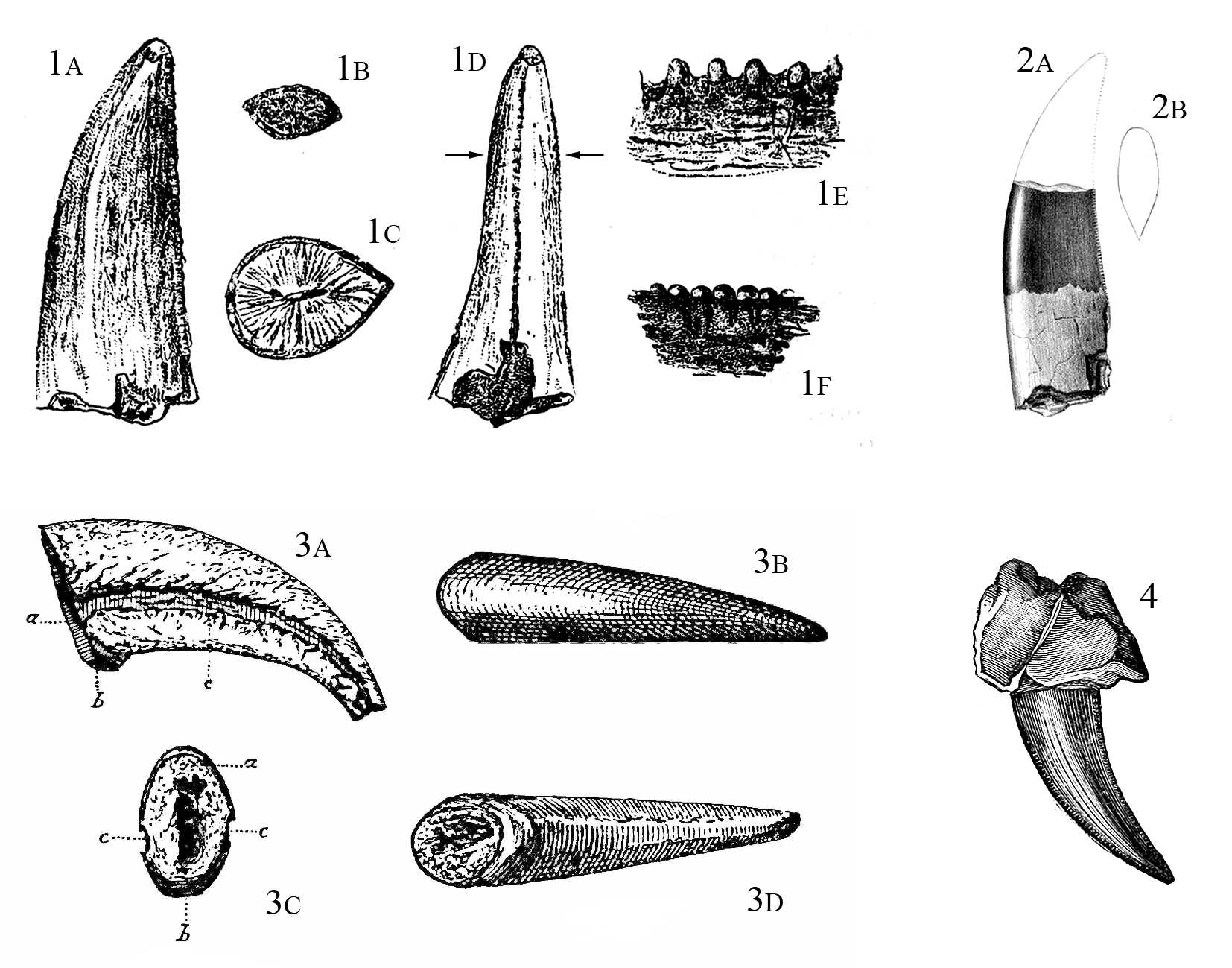
图中为斑龙部分“历史物种”的正模标本。匈牙利斑龙：1A–F；显著斑龙：2A–B；隆泽斑龙：3A–D；莱氏斑龙：4

19世纪后期，斑龙被视为典型的食肉恐龙。当时如果一件化石（通常是单个牙齿）被认为不足以成立单独属就会被归入斑龙，因此斑龙开始成为一个垃圾箱类群。最终斑龙所含的物种渐渐超越任何其它非鸟恐龙，但是其中大部分皆为疑名。到了二十世纪，这种做法逐渐停止。然而后期科学家发现兽脚类在早期文献中的分类有误，他们仍然觉得自己正在被迫给它们重新命名，因此再次选择斑龙作为“默认属名”。

### 19世纪命名的物种

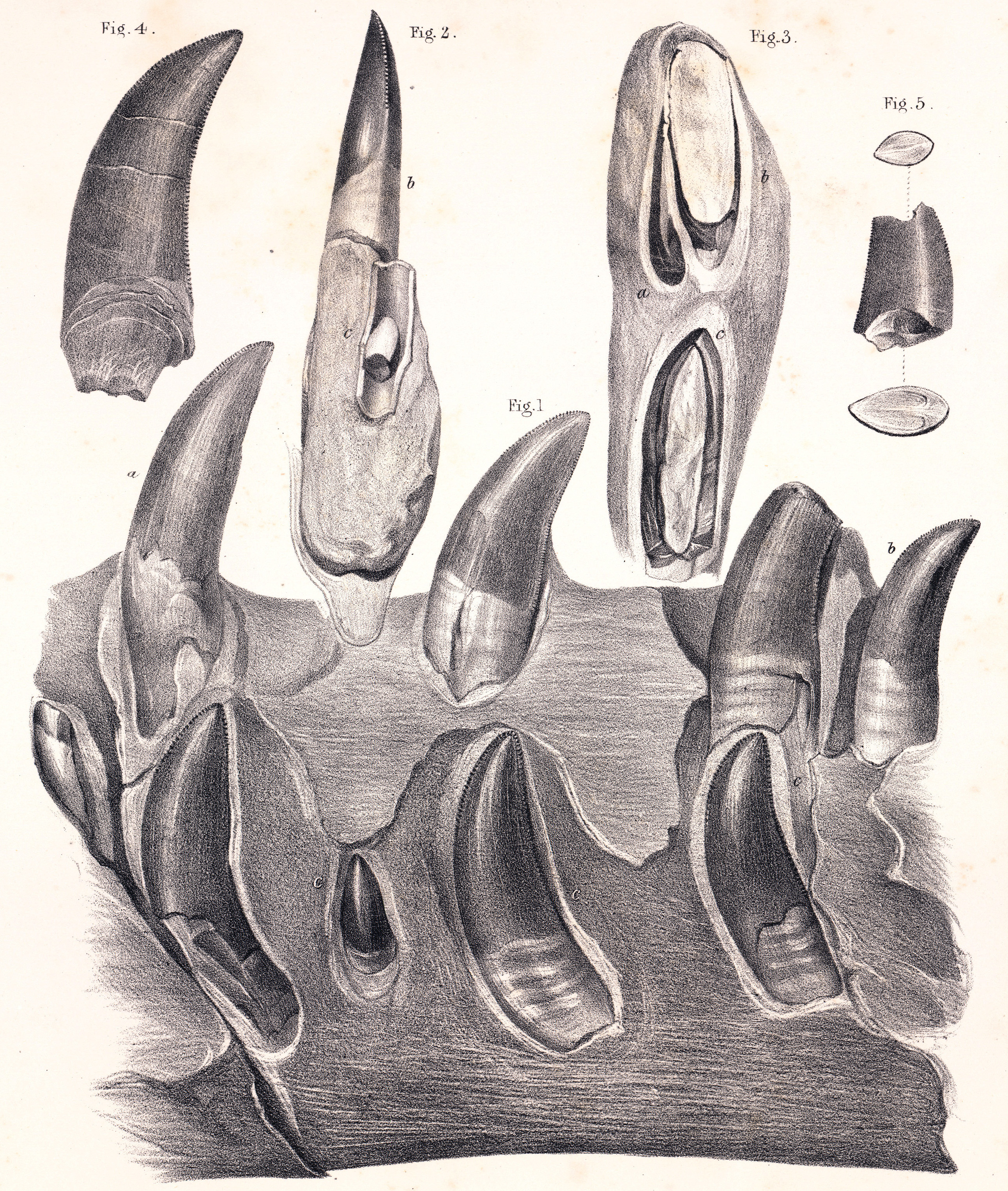
带有替换齿的齿骨，由欧文于1851和1857年发现并归入斑龙，但现已遗失。由J. Erxleben绘于19世纪

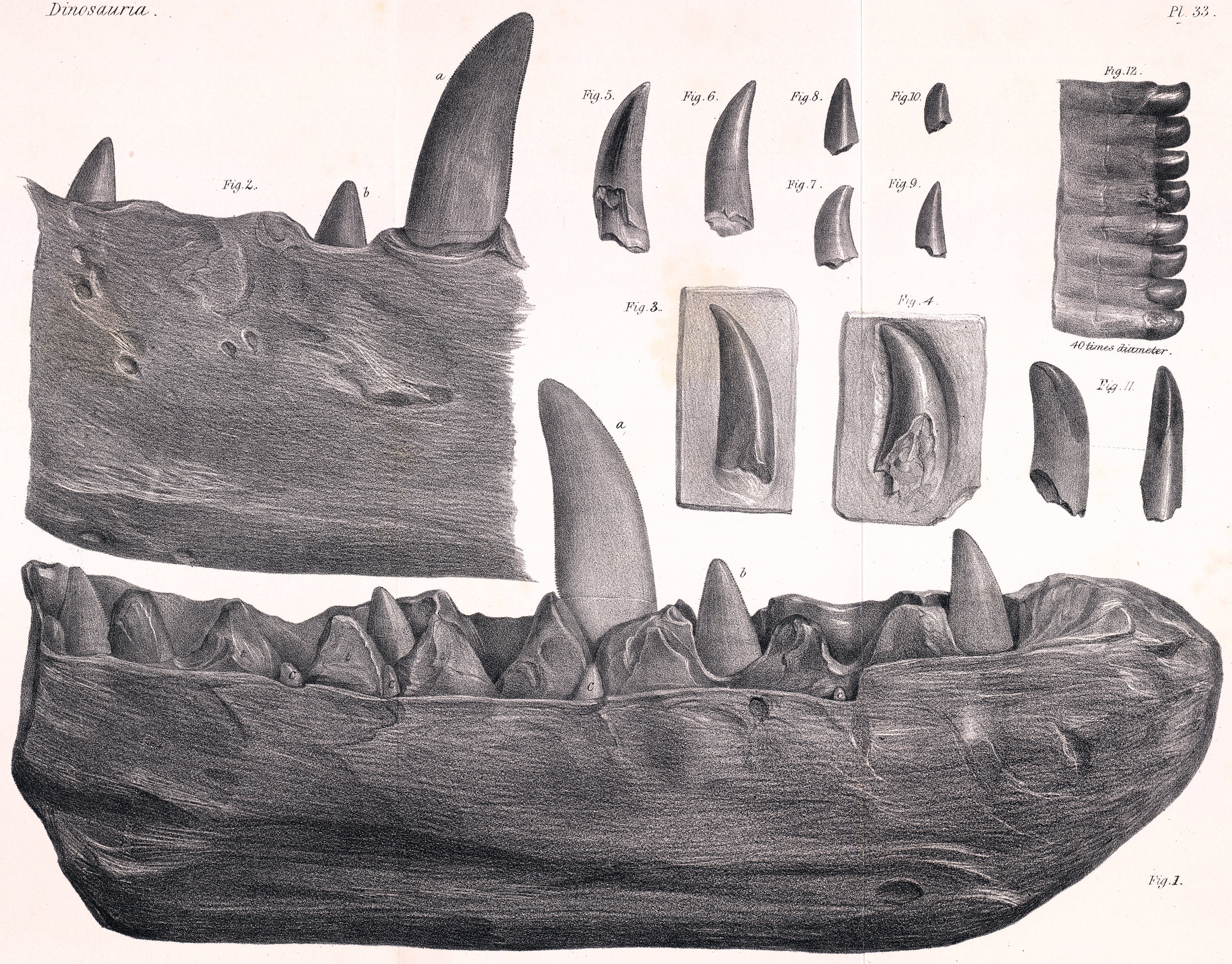
正模标本中的齿骨和牙齿，由J. Erxleben绘于19世纪

1857年，约瑟夫·莱迪将恐怖恐齿龙（Deinodon horridus Leidy, 1856）更名为恐怖斑龙（Megalosaurus horridus），种名意为“可怕的”，而恐齿龙本身是一个根据牙齿命名的属。1858年，弗里德里希·奥古斯特·冯·昆施泰特将贝本豪森附近发现的一颗可能的晚三叠世兽脚类牙齿（标本SMNH 52457）命名为槽齿斑龙（Megalosaurus cloacius），其目前是个疑名。1869年，欧仁·厄德-德朗尚命名了显著斑龙（Megalosaurus insignis），种名意为“显著的”，该物种基于在诺曼底埃沃角附近发现的一颗12厘米长的兽脚类牙齿，比巴氏斑龙的牙齿长三分之一。该物种起初仍为裸名，但古斯塔夫·莱尼耶于1870年为之提供了科学描述。此标本现被视为疑名或兽脚类的分类不明成员，已在1944年毁于一次轰炸之中。1870年，让-巴蒂斯特·格雷潘根据标本MH 350命名了梅氏斑龙（Megalosaurus meriani），化石为穆捷附近发现的一颗前颌齿，也是彼得·梅里安的私人收藏之一。如今则要么将其归入阿曼兹龙或角鼻龙，要么视之为疑名或角鼻龙类的分类不明成员。1871年，埃马努埃尔·邦策尔将施奈特海姆发现的遗骸命名为施奈特海姆斑龙（Megalosaurus schnaitheimi）。该物种是个裸名，化石可能属于巨噬蜥鳄（Dakosaurus maximum）。1876年，贝桑松科学教师亨利（J. Henry）在一篇论文中将穆瓦塞附近发现的四颗疑似晚三叠世恐龙牙齿命名为钝齿斑龙（Megalosaurus obtusus），种名意为“不锋利的”。它是一个裸名，可能属于某种兽脚类或掠食性主龙。1881年，哈利·丝莱将奥地利发现的两颗疑似兽脚类牙齿命名为潘诺尼亚斑龙（Megalosaurus pannoniensis），种名取自潘诺尼亚。该物种现为疑名，可能为驰龙科或暴龙超科的分类不明成员。1883年，丝莱根据荷兰马斯特里赫特附近发现的一块股骨标本BMNH 42997命名了布氏斑龙（Megalosaurus bredai），种名致敬雅各布·海斯贝特·萨米埃尔·范布雷达。1932年，弗里德里希·冯·许纳将其建立为独立属乙鳄龙。
1882年，亨利·埃米爾·瑟維吉将卢皮堡发现的早白垩世牙齿及椎骨命名为骄傲斑龙（Megalosaurus superbus），种名意为“引以为傲的”。1923年，该物种成为独立属挺足龙。1884或1885年，威廉·达姆斯将标本UM 84命名为顿氏斑龙（Megalosaurus dunkeri），种名致敬威廉·顿克。1923年，它被重新命名为顶棘龙。1885年，约瑟夫·亨利·费迪南·杜维莱将纤细噬蜥鳄（Dakosaurus gracilis Quenstedt 1885）更名为纤细斑龙（Megalosaurus gracilis）；如今这一更名被普遍拒绝。1889年，理查德·莱德克将一批早白垩世跖骨标本BMNH R2556命名为欧氏斑龙（Megalosaurus oweni），种名致敬理查德·欧文。1991年，该物种成为独立属威尔顿盗龙。1892年，爱德华·德林克·科普将角鼻角鼻龙（Ceratosaurus nasicornis Marsh 1884）更名为角鼻斑龙（Megalosaurus nasicornis），该作法主要是出于激怒竞争对手奥塞内尔·查利斯·马什的欲望，而此名也未被接受。1896年，夏尔·德佩雷根据马达加斯加发现的晚白垩世残骸命名了凹齿斑龙（Megalosaurus crenatissimus），种名意为“非常凹陷的”。其于1955年被划分为独立属玛君龙。科普使用属名“暴风龙”（Laelaps）来指代一种兽脚类，但该学名一直被某种螨虫所占，故马什将属名改为伤龙。但科普的支持者亨利·费尔菲尔德·奥斯本拒绝这一替代名称，并于1898年将鹰爪暴风龙（Laelaps aquilunguis Cope 1866）更名为鹰爪斑龙（Megalosaurus aquilunguis）。

### 20世纪命名的物种

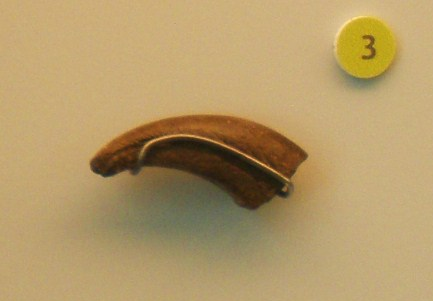
隆泽斑龙的爪子

1901年，诺普乔·费伦茨将三型齿暴风龙（Laelaps trihedrodon Cope 1877）更名为三型齿斑龙（Megalosaurus trihedrodon）。在同一份出版物中，诺普乔将强壮杂肋龙（Poekilopleuron valens Leidy 1870）更名为强壮斑龙（Megalosaurus valens），其化石材料可能属于异特龙。1902年，诺普乔根据匈牙利王国特兰西瓦尼亚发现的两颗牙齿命名匈牙利斑龙（Megalosaurus hungaricus），其标本MAFI ob. 3106后来遗失。它可能代表某种分类不明的兽脚类。1903年，路易·多洛将比利时隆泽附近发现的一只手爪命名为隆泽斑龙（Megalosaurus  lonzeensis）。多洛于1883年首次报告这只爪的发现，因此某些资料误将是年当作该物种的命名日期。其可能为西北阿根廷龙科成员或虚骨龙类的分类不明成员。1907或1908年，冯·许纳根据现已遗失的部分椎骨将居氏美扭椎龙（Streptospondylus cuvieri）改名为居氏斑龙（Megalosaurus cuvieri）。该物种现为疑名，是坚尾龙类的一个分类不明成员。1909年，莱德克根据带有牙齿的上颌骨标本BMNH 41352命名了伍氏斑龙（Megalosaurus woodwardi）。其目前被视为疑名或兽脚类的分类不明成员。
1910年，亚瑟·史密斯·伍德沃德根据一件中侏罗世颅骨标本命名了布氏斑龙（Megalosaurus bradleyi），种名致敬收藏家刘易斯·布拉德利（F. Lewis Bradley）。其于1926年成为独立属原角鼻龙。1920年，维尔纳·雅嫩施将一颗来自德属东非的12厘米长的牙齿，即标本MB R 1050命名为巨型斑龙（Megalosaurus ingens），种名意为“巨大的”。它可能是鲨齿龙科的一个巨型成员；而卡拉诺等人将其视为坚尾龙类的分类不明成员。1923年，冯·许纳将巴氏杂肋龙（Poekilopleuron bucklandii Eudes Deslongchamps 1838）更名为杂肋斑龙（Megalosaurus poikilopleuron）。而杂肋龙现在一般被视为有效属。在同一出版物中，冯·许纳命名了另外两个种。其一为派氏斑龙（Megalosaurus parkeri），种名致敬威廉·基钦·帕克，是根据晚白垩世的骨盆、腿骨和椎骨所命名。1964年，其被划分为独立属中棘龙。其二为内瑟库姆斑龙（Megalosaurus nethercombensis），种名取自化石发现地内瑟库姆，化石为中侏罗世的两个齿骨、腿骨、骨盆及椎骨。冯·许纳本人于1932年将其划分为独立属大龙。1925年，德佩雷将阿尔及利亚发现的两颗牙齿命名为撒哈拉斑龙（Megalosaurus saharicus）。该物种于1931或1932年被划为独立属鲨齿龙。1956年，冯·许纳误将同一物种命名为非洲斑龙（Megalosaurus africanus），该物种本应命名自摩洛哥的遗骸，但许纳将这些遗骸归入阿尔及利亚的牙齿；这表明非洲斑龙是撒哈拉斑龙的次异名。1926年，冯·许纳将标本BMNH 41352命名为莱氏斑龙（Megalosaurus lydekkeri），种名致敬理查德·莱德克，然而此标本已成为伍氏斑龙（Lydekker 1909）的正模标本，故莱氏斑龙应为伍氏斑龙的次异名。其亦被视为一个疑名。同一出版物中，冯·许纳根据赫廷根附近发现的三颗牙齿命名特氏斑龙（Megalosaurus terquemi），种名致敬奥尔里·泰尔康。该物种被视为疑名，化石材料可能属于植龙类或其它主龙类成员。冯·许纳1932年著作中提及一种伍氏斑龙／大龙（Megalosaurus (Magnosaurus) woodwardi）――即同一本书中命名的伍氏大龙的异名。其正模标本不同于命名较早的伍氏大龙（Lydekker 1909），故两者不是同物异名。1954年，塞繆爾·保羅·威爾斯将亚利桑那州发现的一具的相当完整的早侏罗世骨骼命名为韦氏斑龙（Megalosaurus wetherilli）。种名致敬约翰·韦瑟里尔（John Wetherill）。1970年，威尔斯将其命名为独立属双脊龙。1955年，阿尔贝·费利克斯·德·拉帕朗将摩洛哥埃尔默斯组提济恩朱伊莱尔（Tizi n'Juillerh）附近发现的23节椎骨命名为默斯斑龙（Megalosaurus mersensis）。其可能代表中鳄亚目的一个成员。1956年，阿尔弗雷德·舍伍德·罗默在冯·许纳的授意下将尼斯安吉奥拉蜥鳄（Aggiosaurus nicaeensis Ambayrac 1913）更名为尼斯斑龙（Megalosaurus nicaeensis）。安吉奥拉蜥鳄命名自尼斯附近发现的下颌骨，原被视为某种鳄类，而现代研究证实了这一点。1957年，德·拉帕朗根据葡萄牙蓬巴尔附近发现的三颗晚侏罗世牙齿命名蓬巴尔斑龙（Megalosaurus pombali）。其现被视为疑名或兽脚类的分类不明成员。
1965年，奥斯卡·库恩将西里西亚镰齿龙（Zanclodon silesiacus Jaekel 1910）更名为西里西亚斑龙（Megalosaurus? silesiacus）。该物种是根据西里西亚发现的不明三叠纪掠食性主龙类牙齿所建立的疑名，可能是种兽脚类。1966年，吉列尔莫·德尔科罗命名了意外斑龙（Megalosaurus inexpectatus），种名意为“意料之外的”。该物种因其化石发现于一处含有丘布特龙残骸的蜥脚类产地而得名，命名自标本MACN 18.172，为阿根廷发现的一颗牙齿。其可能为鲨齿龙科成员。1970年，罗德尼·斯蒂尔命名了两种斑龙。他首先将匿名髂鳄龙（Iliosuchus incognitus Huene 1932）更名为匿名斑龙（Megalosaurus incognitus），然后将破坏侦察龙（Nuthetes destructor Owen, 1854）更名为破坏斑龙（Megalosaurus destructor）。现认为这两个属与斑龙无关。1974年，迈克尔·沃尔德曼将安氏肉龙（Sarcosaurus andrewsi Huene 1932）更名为安氏斑龙（Megalosaurus andrewsi）。事实上，今天一些科学家认为安氏肉龙与肉龙模式种伍氏肉龙（Sarcosaurus woodi）并不近缘。沃尔德曼于同一出版物中根据中侏罗世的颅骨碎片命名西方斑龙（Megalosaurus hesperis），种名意为“来自西方的”。其于2008年成为独立属多里亚猎龙。德·科罗于1974年命名了丘布特斑龙（Megalosaurus chubutensis），其建立自标本MACN 18.189，为丘布特省发现的一颗牙齿。其被视为疑名，可能是种鲨齿龙科或非常巨大的阿贝力龙科。

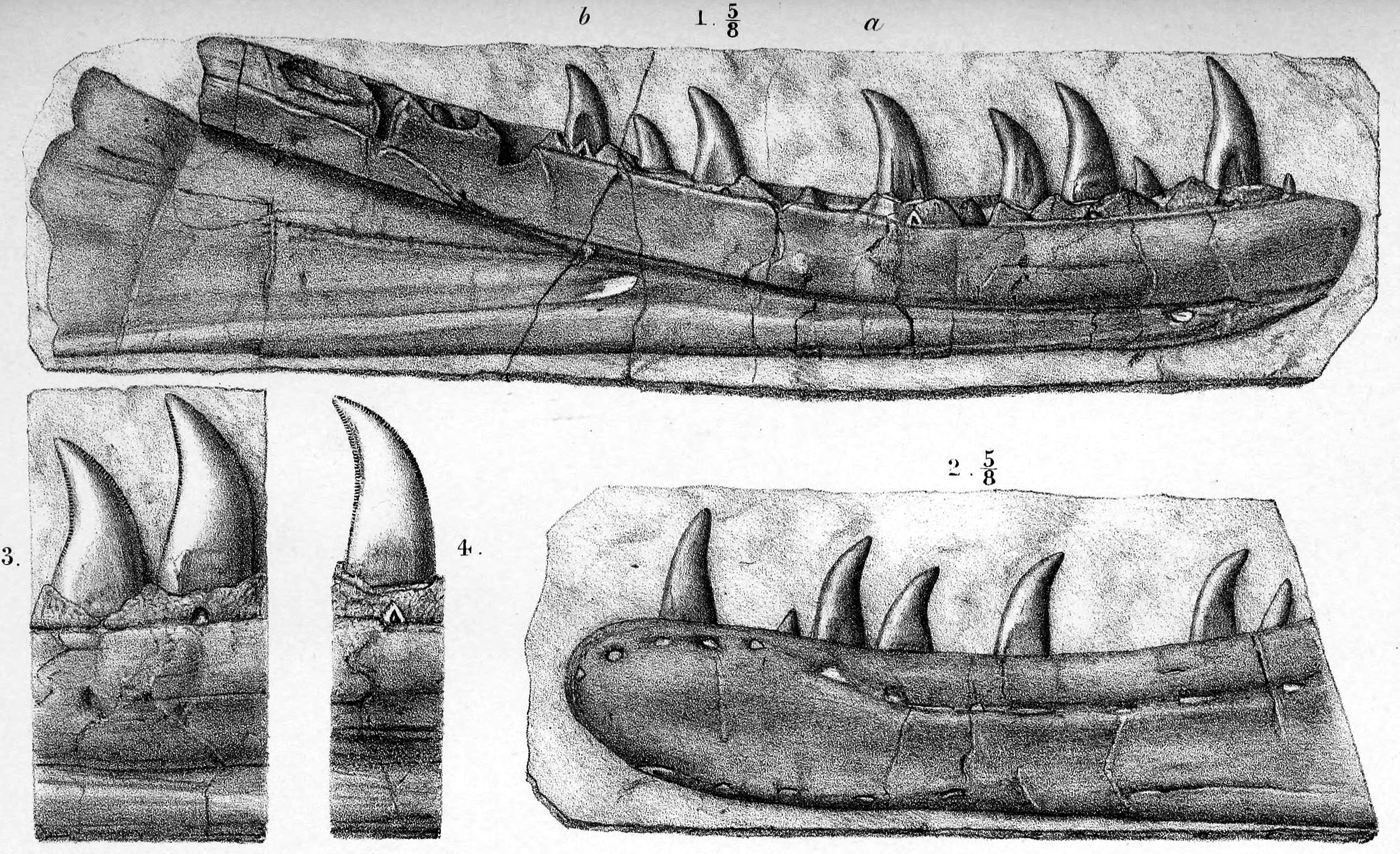
坎布里亚斑龙的齿骨，由牛顿绘于1899年

1985年，赵喜进命名了西藏发现的两种斑龙。他曾于1983年一篇未发表的论文中提到过这些物种，表明它们最初是无效的论文名。然而，他在1985年出版物中并未对其进行描述，故二者仍为裸名。其一为达布卡斑龙（Megalosaurus dapukaensis），种名取自西藏达布卡群，在《恐龙》第二版中，其种名被错拼为扎曲斑龙（Megalosaurus cachuensis）；其二为西藏斑龙（Megalosaurus tibetensis）。1987或1988年，莫尼克·维亚内-利奥将拉氏大椎龙（Massopondylus rawesi Lydekker 1890）更名为拉氏斑龙（Megalosaurus rawesi），其建立自标本NHMUK R4190，为印度马斯特里赫特阶的一颗牙齿。该物种是个疑名，可能为阿贝力龙科成员。1988年，格雷戈里·保罗将谭氏蛮龙（Torvosaurus tanneri Galton & Jensen 1979）更名为谭氏斑龙（Megalosaurus tanneri）。此名未被接受。1973年，阿纳托利·罗特杰斯特文斯基将斯氏杂肋龙（Poekilopleuron schmidti Kiprijanow, 1883）改为斑龙未定种。然而从形式上讲，一个已命名物种不可改成未命名物种，故乔治·奥利舍夫斯基（George Olshevsky）于1991年使用新组合斯氏斑龙（Megalosaurus schmidti）。其目前被视为嵌合体。1993年，恩斯特·普罗布斯特（Ernst Probst）与雷蒙德·温多尔夫在一份物种列表中误将华丽板龙（Plateosaurus ornatus Huene, 1905）改成华丽斑龙（Megalosaurus ornatus）。可视之为无效名。同一出版物将足迹种条顿斑龙足迹（Megalosauropus teutonicus Kaever & Lapparent 1974）改为条顿斑龙（Megalosaurus teutonicus）。1995年，皮克林将三块跖骨和一个胫骨命名为菲氏斑龙（Megalosaurus phillipsi），其形态较巴氏斑龙更为粗壮，因而被视为新种。但该物种描述论文发表不当，目前仍为裸名。1997年，温多尔夫将蒙氏蜥首龙 （Saurocephalus monasterii Münster 1846）更名为蒙氏斑龙（Megalosaurus monasterii），后者建立于汉诺威附近发现的一颗牙齿。其现为疑名或兽脚类的分类不明成员。1998年，彼得·加尔冬将根据布里真德发现的左下颌骨即标本BGS 6532所建立的坎布里亚镰齿龙（Zanclodon cambrensis Newton 1899）更名为坎布里亚斑龙（?Megalosaurus cambrensis），因为其不属于原始蜥脚形亚目。该物种是坎布里亚格雷斯利龙（Gressylosaurus cambrensis Olshevsky 1991）的首异名。种名取自威尔士的拉丁名“坎布里亚”。其可能属于腔骨龙超科或其它某些掠食性主龙。

### 物种列表
该属复杂的命名历史可在正式物种列表中进行总结。各物种后面皆列出命名者，若物种学名已被更改，则将其列于括号中，并在后面标出更改学名的作者。该列表还指出了这些物种是否描述不当（裸名）、是否无法分类（疑名）或是否不再使用（遗失名）。若一个物种曾被归入其它属，则在“＝”号后面列出新分类的名称；若分类现被视为有效，则将其列入“重新归类种”一栏中。
- 斑龙属  Megalosaurus Parkinson, 1822（裸名？）
- 科氏斑龙 Megalosaurus conybeari Ritgen, 1826（遗失名）＝巴氏斑龙 Megalosaurus bucklandii Mantell, 1827
- 巴氏斑龙 Megalosaurus bucklandii Mantell 1827＝科氏斑龙 Megalosaurus conybeari Ritgen, 1826（遗失名）＝巴氏斑龙 Megalosaurus bucklandi Meyer, 1832＝人睾龙 Scrotum humanum Brookes, 1763（遗失名）
- 巴氏斑龙 Megalosaurus bucklandi Meyer（英语：Hermann von Meyer）, 1832＝巴氏斑龙 Megalosaurus bucklandii Mantell, 1827
- 菲氏斑龙 Megalosaurus phillipsi Welles, Powell & Pickering vide Pickering, 1995（发表失当）

- 恐怖斑龙 Megalosaurus horridus (Leidy, 1856) Leidy, 1857＝恐怖恐齿龙 Deinodon horridus Leidy, 1856
- 槽齿斑龙 Megalosaurus cloacinus Quenstedt, 1858＝槽齿板龙 Plateosaurus cloacinus (Quenstedt, 1858) Huene, 1905＝克氏格雷斯利龙 Gresslyosaurus cloacinus (Quenstedt, 1858) Huene, 1932
- 显著斑龙 Megalosaurus insignis Eudes-Delongchamps & Lennier vide Lennier, 1870（疑名）＝显著美扭椎龙 Streptospondylus insignis (Eudes-Deslongchamps & Lennier vide Lennier, 1870) Depéret & Savornin, 1928＝显著挺足龙 Erectopus insignis (Eudes-Deslongchamps & Lennier vide Lennier, 1870) Stromer, 1931
- 梅氏斑龙 Megalosaurus meriani Greppin, 1870＝梅氏贪食龙 Labrosaurus meriani (Greppin, 1870) Janensch, 1920＝梅氏腔躯龙 Antrodemus meriani (Greppin, 1870) Steel, 1970＝梅氏异特龙 Allosaurus meriani (Greppin, 1870) Olshevsky, 1978
- 斯奈特海姆斑龙 Megalosaurus schnaitheimi Bunzel, 1871 (nomen nudum)＝巨噬蜥鳄 Dakosaurus maximus (Plieninger, 1846) Quenstedt, 1856的次异名
- 钝齿斑龙 Megalosaurus obtusus Henry, 1876＝钝齿板龙 Plateosaurus obtusus (Henry, 1876) Huene, 1907
- 潘诺尼亚斑龙 Megalosaurus pannoniensis Seeley, 1881（疑名）
- 纤细斑龙 Megalosaurus gracilis (Quenstedt, 1885) Douvillé, 1885＝纤细噬蜥鳄 Dakosaurus gracilis Quenstedt, 1885
- 角鼻斑龙 Megalosaurus nasicornis (Marsh, 1884) Cope, 1892＝角鼻角鼻龙 Ceratosaurus nasicornis Marsh, 1884
- 鹰爪斑龙 Megalosaurus aquilunguis (Cope, 1866) Osborn, 1898＝鹰爪暴风龙 Laelaps aquilunguis Cope, 1866
- 强壮斑龙 Megalosaurus valens (Leidy, 1870) Nopcsa, 1901＝强壮杂肋龙 Poekilopleuron valens Leidy, 1870＝强壮腔躯龙 Antrodemus valens (Leidy, 1870) Leidy, 1870＝强壮异特龙 Allosaurus valens (Leidy, 1870) Gilmore, 1920
- 三型齿斑龙 Megalosaurus trihenodon (Cope, 1877) Nopcsa, 1901＝三型齿暴风龙 Laelaps trihenodon Cope, 1877
- 匈牙利斑龙 Megalosaurus hungaricus Nopcsa, 1901（疑名）
- 隆泽斑龙 Megalosaurus lonzeensis Dollo, 1903（疑名）＝隆泽似鸟龙 Ornithomimus lonzeensis (Dollo, 1903) Kuhn, 1965＝隆泽似鸵龙 Struthiomimus lonzeensis (Dollo, 1903) Glut, 1997
- 居氏斑龙 Megalosaurus cuvieri (Owen, 1842) Huene, 1907＝居氏美扭椎龙 Streptospondylus cuvieri Owen, 1842
- 伍氏斑龙 Megalosaurus woodwardi Lydekker, 1909（疑名）＝莱氏斑龙 Megalosaurus lydekkeri Huene, 1926的首异名≠伍氏斑龙／大龙 Megalosaurus (Magnosaurus) woodwardi (Huene, 1932) Huene, 1932
- 巨型斑龙 Megalosaurus ingens Janensch, 1920＝巨型角鼻龙 Ceratosaurus ingens (Janensch, 1920) Paul, 1988
- 杂肋斑龙 Megalosaurus poikilopleuron Huene, 1923＝巴氏杂肋龙 Poekilopleuron bucklandii Eudes-Deslongchampus, 1838的次异名
- 莱氏斑龙 Megalosaurus lydekkeri Huene, 1926（疑名）＝伍氏斑龙 Megalosaurus woodwardi Lydekker, 1909＝莱氏大龙 Magnosaurus lydekkeri (Huene, 1926) Huene, 1932
- 特氏斑龙 Megalosaurus terquemi Huene, 1926（疑名）＝特氏格雷斯利龙 Gresslyosaurus terquemi (Huene, 1926) Lapparent, 1967
- 伍氏斑龙 Megalosaurus (Magnosaurus) woodwardi (Huene, 1932) Huene, 1932＝伍氏大龙 Magnosaurus woodwardi Huene, 1932＝安氏肉龙  Sarcosaurus andrewsi Huene, 1932的异名＝安氏斑龙 Megalosaurus andrewsi (Huene, 1932) Waldman, 1974≠伍氏斑龙 Megalosaurus woodwardi Lydekker, 1909
- 默斯斑龙 Megalosaurus mersensis Lapparent, 1955
- 尼斯斑龙 Megalosaurus nicaeensis (Ambayrac, 1913) Romer, 1956＝尼斯安吉奥拉蜥鳄 Aggiosaurus nicaeensis Ambayrac, 1913
- 非洲斑龙 Megalosaurus africanus Huene, 1956＝撒哈拉鲨齿龙 Carcharodontosaurus saharicus (Depéret & Savornin, 1925) Stromer, 1931的次异名
- 蓬巴尔斑龙 Megalosaurus pombali Lapparent & Zbyszewski, 1957
- 西里西亚斑龙 Megalosaurus silesiacus (Jaekel, 1910) Kuhn, 1965（疑名）＝西里西亚镰齿龙 Zanclodon silesiacus Jaekel, 1910
- 意外斑龙 Megalosaurus inexpectatus Corro, 1966（疑名）
- 破坏斑龙 Megalosaurus destructor (Owen, 1854) Steel, 1970＝破坏侦察龙 Nuthetes destructor Owen, 1854
- 匿名斑龙 Megalosaurus incognitus (Huene, 1932) Steel, 1970＝匿名髂鳄龙 Iliosuchus incognitus Huene, 1932的次异名
- 安氏斑龙 Megalosaurus andrewsi (Huene, 1932) Waldman, 1974＝安氏肉龙 Sarcosaurus andrewsi Huene, 1932＝伍氏大龙 Magnosaurus woodwardi Huene, 1932的异名
- 丘布特斑龙 Megalosaurus chubutensis Corro, 1974（疑名）
- 拉氏斑龙 Megalosaurus rawesi (Lydekker, 1890) Vianey-Liaud, Jain & Sahni, 1987＝拉氏大椎龙 Massospondylus rawesi Lydekker, 1890
- 谭氏斑龙 Megalosaurus tanneri (Galton & Jensen, 1979) Paul, 1988＝谭氏蛮龙 Torvosaurus tanneri Galton & Jensen, 1979的次异名
- 斯氏斑龙 Megalosaurus schmidti (Kiprijanow, 1883) Olshevsky, 1991（嵌合体）＝斯氏杂肋龙 Poekilopleuron schmidti Kiprijanow, 1883
- 华丽斑龙 Megalosaurus ornatus (Huene, 1905) Probst & Windolf, 1993 （无效名）＝华丽板龙 Plateosaurus ornatus Huene, 1905
- 蒙氏斑龙 Megalosaurus monasterii (Münster, 1846) per Windolf 1997＝蒙氏蜥首龙 Saurocephalus monasterii Münster, 1846
- ？坎布里亚斑龙 ?Megalosaurus cambrensis (Newton, 1899) Galton, 1998＝坎布里亚镰齿龙 Zanclodon cambrensis Newton, 1899＝坎布里亚格雷斯利龙 Gressylosaurus cambrensis (Newton, 1899) Olshevsky, 1991
- 顿氏斑龙 Megalosaurus dunkeri, Dames, 1884＝顿氏美扭椎龙 Streptospondylus dunkeri (Dames, 1884) Depéret & Savornin, 1928＝顿氏原恐齿龙 Prodeinodon dunkeri, (Dames, 1884) Ruiz-Omeñaca & Canudo, 2003

- 西藏斑龙 Megalosaurus tibetensis Zhao, 1986
- 达布卡斑龙 Megalosaurus dapukaensis Zhao, 1986

- 骄傲斑龙 Megalosaurus superbus Sauvage, 1882＝骄傲挺足龙 Erectopus superbus (Sauvage, 1882) Huene, 1923
- 布氏斑龙 Megalosaurus bredai, Seeley, 1883＝布氏乙鳄龙 Betasuchus bredai (Seeley, 1883) Huene, 1932
- 欧氏斑龙 Megalosaurus oweni, Lydekker, 1889＝欧氏顶棘龙 Altispinax oweni (Lydekker, 1889) Huene, 1923＝欧氏威尔顿盗龙 Valdoraptor oweni (Lydekker, 1889) Olshevsky, 1991
- 凹齿斑龙 Megalosaurus crenatissimus Depéret, 1896＝凹齿伤龙 Dryptosaurus crenatissimus (Depéret, 1896) Depéret, 1928＝凹齿玛君龙 Majungasaurus crenatissimus (Depéret, 1896) Lavocat, 1955＝奇异犸君颅龙  Majungatholus atopusSues & Taquet 1979的首异名
- 布氏斑龙 Megalosaurus bradleyi Woodward, 1910＝布氏原角鼻龙 Proceratosaurus bradleyi (Woodward, 1910) Huene, 1926
- 派氏斑龙 Megalosaurus parkeri Huene, 1923＝派氏顶棘龙  Altispinax parkeri (Huene, 1923) Huene, 1932＝派氏中棘龙 Metriacanthosaurus parkeri (Huene, 1923) Walker, 1946
- 内瑟库姆斑龙 Megalosaurus nethercombensis Huene, 1923＝内瑟库姆大龙 Magnosaurus nethercombensis (Huene, 1923) Huene, 1932
- 撒哈拉斑龙 Megalosaurus saharicus Depéret & Savornin, 1925＝撒哈拉伤龙 Megalosaurus (Dryptosaurus) saharicus (Depéret & Savornin, 1925) Depéret & Savornin, 1927＝撒哈拉鲨齿龙 Carcharodontosaurus saharicus (Depéret & Savornin, 1925) Stromer, 1931＝非洲斑龙 Megalosaurus africanus（印刷错误）Huene, 1956
- 韦氏斑龙 Megalosaurus wetherilli Welles, 1954＝韦氏双脊龙 Dilophosaurus wetherilli (Welles, 1954) Welles, 1970
- 西方斑龙 Megalosaurus hesperis Waldman, 1974＝西方多里亚猎龙 Duriavenator hesperis (Waldman, 1974) Benson, 2008

## 大眾文化
斑龍是首個出現在大眾媒體的恐龍。在查爾斯·狄更斯的小說《荒涼山莊》中曾提及斑龍。
在美國ABC頻道的90年代電視節目《恐龍家族》中曾出现过斑龙的角色。

### 引用来源
Carrano, M. T.; Benson, R. B. J.; Sampson, S. D., , Journal of Systematic Palaeontology, 2012, 10 (2): 211–300, doi:10.1080/14772019.2011.630927